# République romaine
Pour les articles homonymes, voir République romaine (homonymie).
509 av. J.-C. – 16 janvier 27 av. J.-C.
Entités précédentes :
- Royauté romaine

Entités suivantes :
- Empire romain

1. ↑  Denys d'Halicarnasse, Ant. romaines, V, 20 / (en).
2. ↑  Denys d'Halicarnasse, Ant. romaines, IX, 36 / (en).
3. ↑  Tite-Live, Histoire romaine, XVIII (Periochae).
4. ↑  Tite-Live, Histoire romaine, XXIX, 37.
5. ↑  Tite-Live, Histoire romaine, LXXXXIX (Periochae).

La République romaine (en latin : Res publica Romana) est le nom donné à la fois au régime de gouvernement et à la période de l'histoire de la Rome antique qui succède à la période royale et qui précède l'époque impériale. Cette période commence traditionnellement en 509 av. J.-C., à la chute de la royauté. Le dernier détenteur du titre royal, Tarquin le Superbe, un Étrusque, est alors chassé du pouvoir par une révolte menée par l'aristocratie patricienne. Même si cette date revêt un aspect quasi-légendaire pour les historiens contemporains, elle est toujours communément admise comme point de départ d'une organisation politique fondée sur la domination collective de l'aristocratie romaine sur le peuple romain, l'exercice du pouvoir par des magistrats, ainsi que la collégialité, l'annalité (ce qui est annuel), et l'électivité des magistratures. La République romaine prend fin, après presque un siècle de guerres civiles, en 27 av. J.-C., date à laquelle Caius Octavius Thurinus, fils adoptif de Jules César, reçoit le titre d'Auguste. Cette accession au pouvoir lui est permise par sa victoire militaire à la bataille d'Actium (le 2 septembre 31 av. J.-C.) lors de la dernière guerre civile de la République romaine, consacrant la fin de la carrière politique de Marc Antoine, et la déchéance de Cléopâtre VII. La victoire d'Octave, alors revêtu de nombreux pouvoirs constitutionnels et militaires du fait de sa position de triumvir, lui permet de briser les dernières résistances au sein du parti conservateur romain et d'instaurer un nouveau régime politique, le principat, ou Empire, dans lequel l'essentiel de la vie politique romaine, l'armée, les orientations monétaires et religieuses, sont contrôlées par un seul homme, désigné par le titre d'Auguste : l'empereur romain.
En français moderne, le mot de « république » dérive directement du concept latin de res publica, signifiant « chose publique », par opposition à res privata, « chose privée ». En effet, à l'époque républicaine, la gestion de la cité romaine est d'abord marquée par la consécration du principe de publicité des réunions politiques (dans le cadre du Sénat mais aussi dans le cadre des réunions comitiales), de collégialité des pouvoirs (les magistrats sont toujours plusieurs à détenir une même charge, à l'instar des deux consuls), de spécialisation des magistratures (chacune d'elles dispose d'un pouvoir spécifique et d'un champ d'application bien défini) et d'électivité des charges (les magistrats sont pour l'immense majorité élus par le peuple romain réuni en assemblées). La devise traditionnelle de la république est Senatus populusque Romanus (SPQR), « le Sénat et le peuple romain ». Elle symbolise l'union consensuelle du Sénat, où siègent à l'origine les familles de l'élite économique et politique de la cité, et de l'ensemble des citoyens romains, qui par son vote adopte les lois, confère leurs pouvoirs aux magistrats, et consent au versement des impôts et à la levée des armées.
À l'origine, la République romaine est largement dominée par l'aristocratie patricienne, héritière de la fondation de Rome, lorsque celle-ci a constitué le Sénat primitif autour des rois légendaires. Cette division entre patriciens et plébéiens s'estompe cependant au cours des siècles, au gré des différentes sécessions plébéiennes permettant à l'élite économique de la plèbe de se faire une place en politique — en obtenant notamment, à partir de 367 av. J.-C., le droit d'élire un consul chaque année. L'essentiel des citoyens romains reste composé d'une importante masse d'artisans et de petits paysans propriétaires dans les zones fertiles de l'Italie centrale, tandis que les patriciens sont souvent propriétaires de vastes domaines cultivés qui leur permettent de dégager d'importants revenus pour subventionner leur carrière politique. L'élite de la société romaine qui contrôle les rouages de la République se caractérise notamment par une célébration des origines familiales et des ancêtres prestigieux, dans le cadre de la gens. Chaque gens a ainsi ses propres cultes, dont celui des ancêtres vénérés dans la maison par le biais de portraits. Chaque grande famille de Rome exerce alors un pouvoir informel dans la cité, grâce au système clientélaire : chaque chef de famille accorde sa protection à un nombre plus ou moins grand de clients qui doivent obéissance à ce « patron » et reçoivent en échange aide et assistance en cas de besoin. La République romaine est loin d'être une démocratie : il s'agit avant tout d'un régime oligarchique dans lequel les citoyens jouissent certes des mêmes droits civils, mais ne jouissent pas des mêmes privilèges politiques et religieux, l'essentiel des droits du citoyen romain dépendant, de fait, de sa position au sein des classes censitaires romaines, établies en fonction du patrimoine foncier des familles recensées. La République romaine est donc avant tout un système de compétition, de course aux honneurs, entre les mains d'un nombre restreint de grandes familles patricio-plébéiennes formant la nobilitas, la noblesse.

## Avènement de la République (Veet début duIVesiècleav. J.-C.)

### Fin des rois étrusques et instauration de la République

#### Tradition et vérité historique

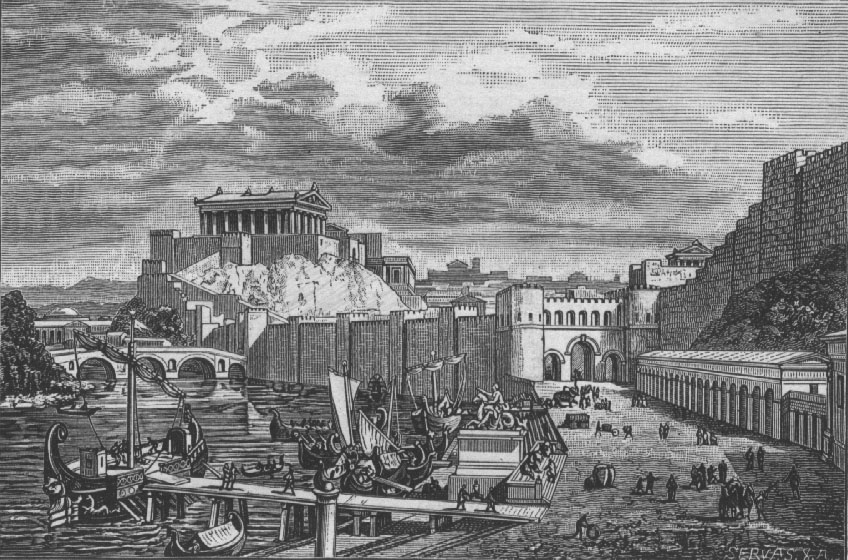
Vue romantique de Rome, avec le Tibre, la muraille Servienne et le pont Sublicius, dominée par le Capitole et le temple dédié à la triade de Jupiter, Junon et Minerve.

L'histoire des débuts de la République est très obscure : en dehors des découvertes archéologiques, qui ne permettent qu'exceptionnellement une narration des événements, on ne possède pas de sources contemporaines de cette période. On ne peut donc en écrire l'histoire qu'à partir des récits historiques qu'en donnent les Romains eux-mêmes, récits souvent imprécis, parfois contradictoires, où la légende et la réécriture à des fins politiques se mêlent au souvenir des événements les plus anciens.
La tradition des débuts de la République est notamment narrée par Tite-Live et Denys d'Halicarnasse, historiographes respectivement latin de l’Histoire romaine et grec des Antiquités romaines, tous deux vivant à la fin du Ier siècle av. J.-C. Ce sont les principales sources sur les premières décennies de la République sur lesquelles se sont fondés la plupart des auteurs romains des siècles suivants, et par lesquelles les évènements semi-légendaires de la Royauté et de la République primitive sont parvenus jusqu'à nous. Les deux auteurs romains se sont fondés sur des écrits d'annalistes et d'historiens antérieurs tels que Fabius Pictor,, mais aussi sur des archives religieuses et des écrits aujourd'hui perdus.
Les historiens s’accordent généralement à considérer les péripéties des débuts de la République comme aussi légendaires que les détails de la fondation de Rome. Néanmoins, bien qu'il soit évident que la tradition enjolive les faits pour ne pas donner à Rome le mauvais rôle, il est admis que la tradition romaine se base sur des faits historiques, même s'il est très difficile, et souvent impossible, de démêler le vrai du faux...

#### Date de l'expulsion des Tarquins
Traditionnellement datée de 509 av. J.-C. grâce aux fastes consulaires et aux récits des historiens, l'expulsion des Tarquins est actuellement située entre 510 et 506 av. J.-C., à l'appui de l'archéologie et des récits grecs indépendants, dont la chronologie des évènements s'accorde avec les grandes lignes des récits romains. Par exemple, l'existence attestée par l'archéologie et la paléographie de Valerius Publicola, à la fin du VIe siècle av. J.-C., ou encore la bataille d'Aricie, datée de la même époque par Hypérochos de Cumes, le biographe d'Aristodème.

#### Début de la République

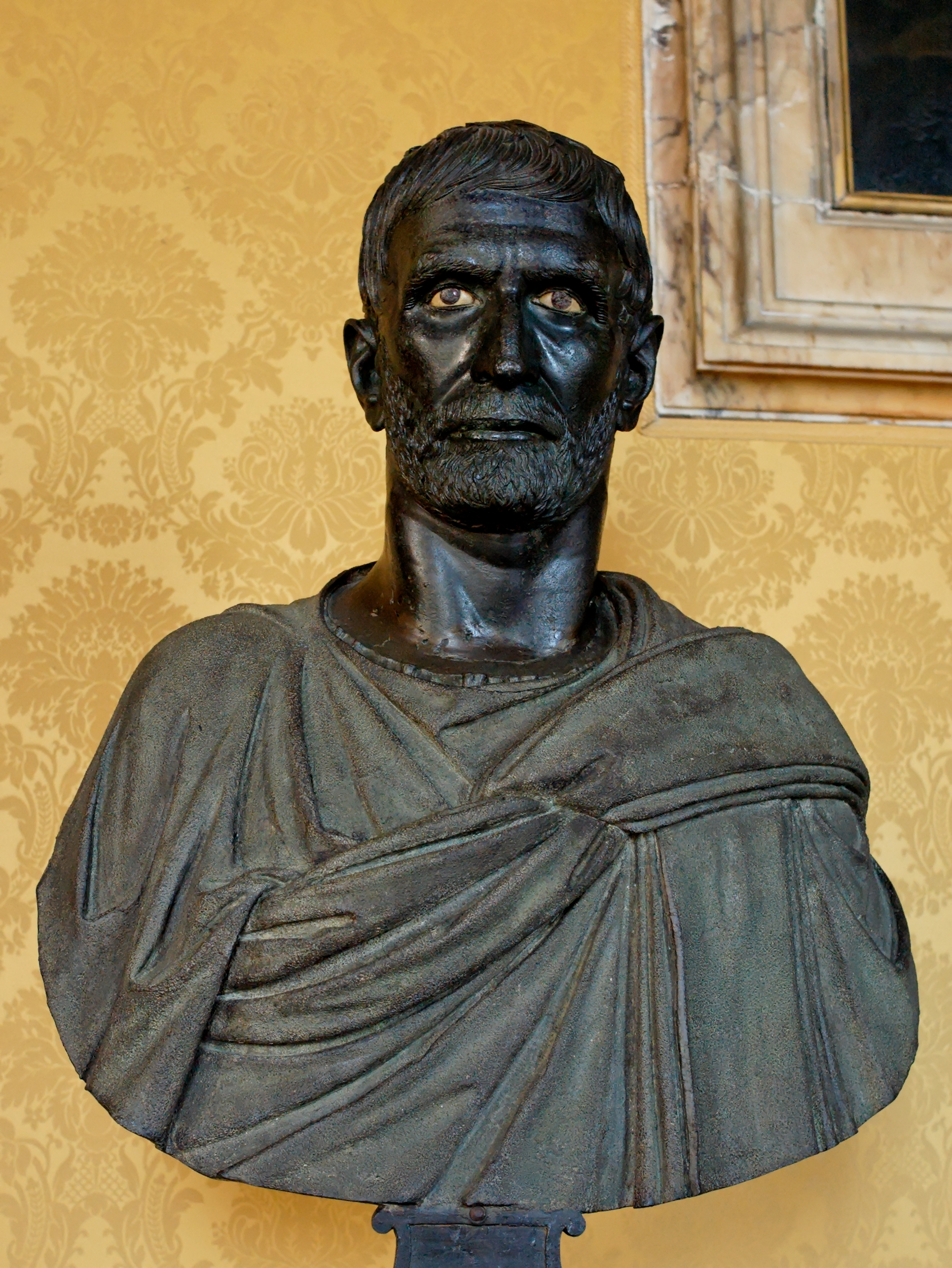
Buste de Lucius Junius Brutus aux musées du Capitole.

D'après la tradition, Junius Brutus, le neveu du dernier roi, Tarquin le Superbe, aurait été le fondateur de la République romaine, en 509 av. J.-C., aux côtés de Tarquin Collatin, membre de la famille des Tarquins et mari de Lucrèce, dont le viol par Sextus Tarquin, fils du roi, est l'élément déclencheur de la révolution. La tradition mentionne deux noms supplémentaires : Lucretius Tricipitinus, père de la victime, et Valerius Publicola,, dont l'existence est attestée par la découverte d'une inscription sur un bloc de tuf (le lapis Satricanus).
Selon les annalistes, Tarquin le Superbe est renversé parce qu'il use de ses pouvoirs pour instituer une tyrannie (il multiplie les exécutions arbitraires) et qu'il gouverne seul sans tenir compte du Sénat. C’est cette atteinte à la souveraineté du Sénat, plutôt qu’une tyrannie intolérable, qui pousse les patriciens — davantage que le peuple entier — à chasser le dernier roi.
Comme le suggère la légende, cette monarchie historique est probablement très vite remplacée et les changements les plus importants qui ont lieu immédiatement après concernent le responsable de l’exécutif. Le Sénat décide d'élire deux chefs, appelés « préteurs » (les magistrats romains qui deviennent le consulat républicain). Les consuls possèdent les mêmes pouvoirs que le roi, avec deux limitations : chacun a un droit de veto sur les actes de son collègue et le mandat de leur magistrature est limité à une seule année. Ces deux restrictions limitent leur pouvoir et réduisent les risques d'établissement d'une autre tyrannie.
La tradition rapporte qu'ensuite, les Tarquins poussent les villes étrusques de Véies et Tarquinii à se soulever contre la république naissante qui les vainc. Junius Brutus et Arruns Tarquin s'entretuent par ailleurs durant cette bataille, où les Romains, menés par Valerius, perdent un homme de moins que leurs adversaires, ce qui leur vaut la victoire. Selon les diverses traditions, Tarquin aurait aussi bénéficié d'appuis importants au sein même de Rome, puisque Brutus fait exécuter ses propres fils lors de la répression consécutive à un complot, ce qui constitue une des grandes fiertés romaines,.

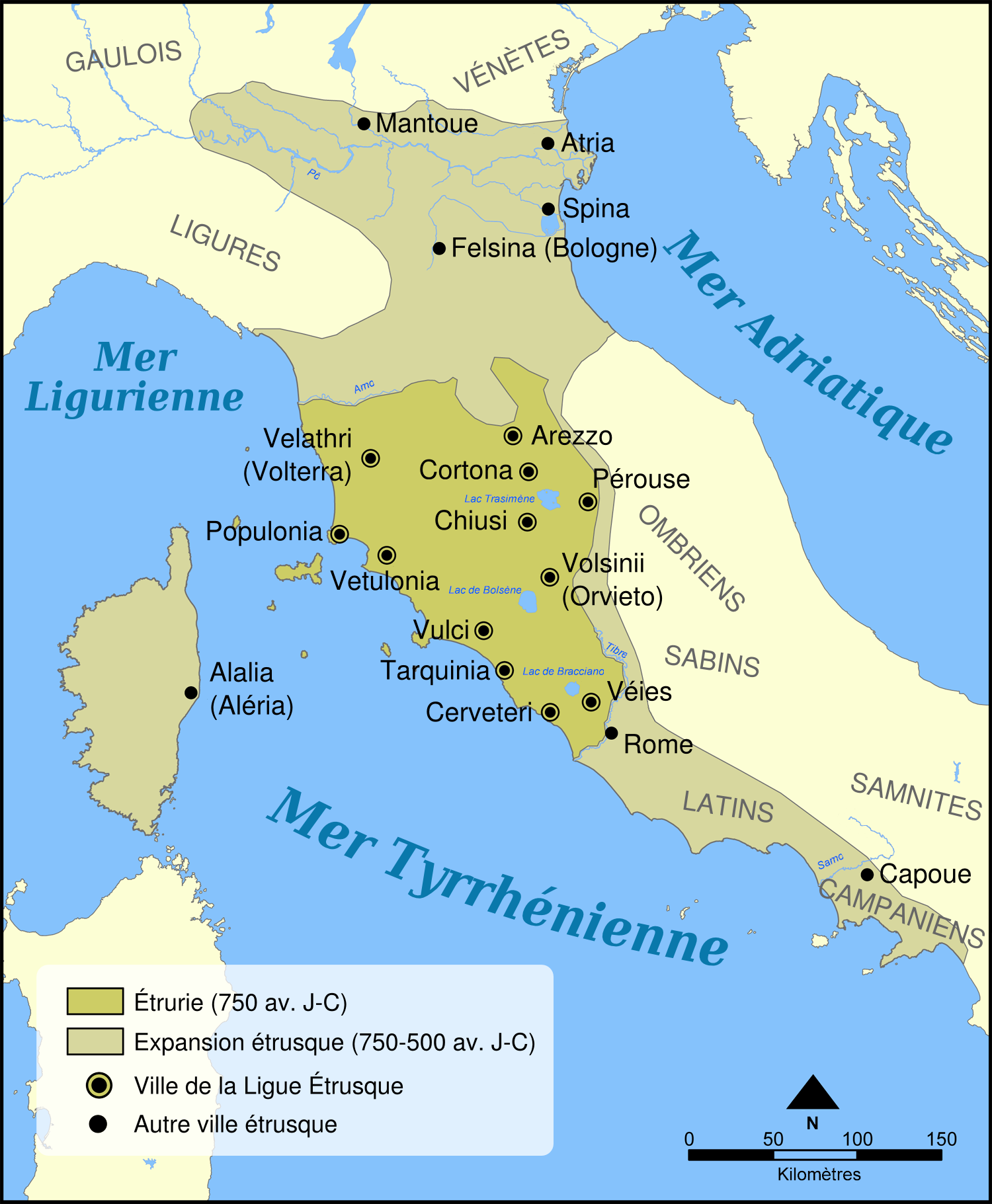
L'Étrurie.

Pour rétablir Tarquin le Superbe, Porsenna, roi étrusque de Clusium, assiège Rome, mais finit par renoncer devant l’obstination des Romains,. Les historiens modernes proposent d'autres successions d'évènements. Pour Tim Cornell, Tarquin le Superbe a bien été renversé par une révolution de palais menée par l'aristocratie sénatoriale, ce qui eut pour effet d'installer une certaine instabilité politique à Rome. La transition entre monarchie et république ne s'est donc pas faite du jour au lendemain. Porsenna en aurait profité pour prendre Rome et peut-être en devenir brièvement le roi, avant d'être contraint d'abandonner la ville à la suite de sa défaite contre les Latins à Aricie. Pour Jacques Heurgon, Porsenna organise une invasion du Latium comme l’ont précédemment fait Tarquinia et Vulci, chasse les Tarquins et occupe Rome, d’où il attaque ensuite Aricie, s’opposant à une coalition des Latins et des habitants de Cumes, qui le met en échec. D'autres auteurs modernes remettent en cause tous les évènements obscurs narrés par les historiographes romains, notamment l'épisode de Porsenna. Cependant, nombre de villes latines se défont du joug étrusque à la fin du VIe siècle av. J.-C., notamment grâce à l'aide de Aristodème de Cumes, qui, une première fois, bat une offensive étrusque en 524 av. J.-C., et selon Tite-Live et Denys d'Halicarnasse, renouvelle la victoire contre une armée commandée par Arruns, fils de Porsenna, en assiégeant Aricie, et en coupant définitivement la route de la Campanie à l'Étrurie. D'autres historiens avancent le fait que Porsenna aurait été en guerre contre la Rome de Tarquin, aurait vaincu ce dernier, l'aurait forcé à l'exil, et se serait emparé de la ville. Or, peu de temps après, Porsenna est à son tour vaincu par une coalition latine et se retire sur ses terres, laissant Rome libre. C'est alors que, plutôt que de rétablir Tarquin au pouvoir, les Romains remplacent la royauté par deux magistrats élus.
Selon la tradition, le tyran se réfugie ensuite à Tusculum où il pousse son gendre Octavius Mamilius à la guerre. Allié des Latins, Tarquin mène l'ultime combat contre Rome au lac Régille où il est vaincu et perd son dernier fils. Il meurt quelques années plus tard à Cumes où il fait de son hôte, le tyran Aristodème, son héritier,.
Quelques légendes suggèrent que la Monarchie diffère radicalement de la République naissante. Il est plus probable qu'il y ait eu une transition plus graduelle. Il se peut qu'il y ait eu un renversement rapide de la monarchie, mais le seul changement immédiat à ce moment-là est le remplacement du roi par une magistrature à deux têtes, limitée dans le temps. Les autres changements se sont probablement produits plus progressivement que la tradition ne le suggère.
Heurgon relève que les fastes consulaires des premières années de la République recensent plusieurs noms d’origine étrusque comme magistrats, indices d’une présence étrusque perdurant à Rome au-delà de 509. Le départ des Tarquins ne signifie donc pas la fin de l'influence étrusque.

### Guerres extérieures

#### Latins et Italiques
La bataille du lac Régille, ainsi que l'échec de Porsenna, marque définitivement la fin du règne des Tarquins à Rome. Cependant, la victoire romaine sur les Latins est mitigée et non décisive, car en 493 av. J.-C., une alliance est signée : le fœdus Cassianum. Elle met fin à la guerre entre Romains et Latins et place Rome à égalité de pouvoir avec tous les membres de la Ligue latine réunis. Lorsque le traité est ratifié, par Cassius Vecellinus pour Rome, dont le traité tire son nom, la République romaine conclut avec la ligue un traité entre égaux, un fœdus æquum. Cela crée autour de Rome un rempart contre les Volsques et les Èques, puisque Rome s'allie aussi aux Herniques en 486 av. J.-C..
L'histoire romaine du Ve siècle av. J.-C. est marquée par des guerres contre les Volsques et les Èques ainsi que parfois les Sabins, mais Rome résiste et repousse les montagnards, leur infligeant de lourdes défaites et des trêves plus ou moins longues, malgré quelques revers.

#### Guerre contre Véies
Selon la tradition, Rome et Véies entrent plusieurs fois en conflit dès la Monarchie romaine, notamment sous les règnes de Romulus, Tullus Hostilius et Servius Tullius. Cependant, sous le règne de Tarquin le Superbe, les deux villes entretiennent des échanges commerciaux et culturels comme le montre la construction sur le Capitole d'un temple de Jupiter décoré de terres cuites et d'un quadrige fabriqués par des artisans véiens. À la suite de prodiges, promettant grandeur et puissance à celui qui détiendrait le quadrige, les Véiens tardent et renâclent à le livrer comme promis.
Sous la République, les deux villes s'opposent pour des motifs économiques. Grâce à Fidènes, située en amont de Rome sur un gué du Tibre, Véies contrôle la Via Salaria et le trafic du sel dans la région,. Une première guerre, privée, est menée par les Fabiens, massacrés à la bataille du Crémère. Ensuite, vers 435 av. J.-C., Rome s'empare de Fidènes une première fois, qui devient une colonie romaine, puis définitivement en 425 av. J.-C., année où une trêve de 20 ans est conclue.
En 406 av. J.-C., selon Tite-Live, c'est Rome, par le vote d'une assemblée, qui engage de nouveau les hostilités en assiégeant Véies, bien qu'il se peut que cette dernière ait tenté de reprendre le contrôle de Fidènes et du commerce du sel. La guerre et le siège durent dix ans, jusqu'en 396 av. J.-C., éloignant les soldats de leurs champs des années, et maintenant le siège certains hivers. À la suite de l'élection d'un roi à Véies pour diriger la ville, les autres villes étrusques restent neutres, n'étant pas favorables au nouveau dirigeant véien, et voyant leurs frontières menacées par les hordes gauloises. Selon la tradition, à la suite de plusieurs prodiges, ainsi que des stratagèmes du dictateur Furius Camillus, dit « Camille », la ville étrusque tombe aux mains des Romains en l'an 396 av. J.-C..
Cette guerre et cette prise sont un évènement majeur dans l'histoire romaine : pour la première fois, les soldats-paysans restent dans l'armée plus d'une année entière, sans rentrer chez eux pour l'hiver, et pour la première fois, en compensation, ils reçoivent une paie, provenant d'un impôt payé par les autres citoyens (c'est la création du futur tributum). Le territoire romain double presque de taille à la suite des prises de Fidènes puis des terres de Véies, s'allongeant désormais d'Anxur (reprise en 397 av. J.-C.) jusqu'au nord du territoire de Véies, dominant ainsi plus de terres que n'importe quelle autre cité du Latium. De plus, Rome prend l'ascendant dans l'alliance éternelle entre égaux conclue avec la Ligue latine, dominant les autres cités. Ainsi, Rome n'a jamais été si forte et aucune cité latine ou étrusque ne semble pouvoir lui faire de l'ombre.

#### Sac de Rome
À la suite de la prise de Véies, personne ne peut, parmi les villes du Latium, menacer Rome, qui domine les villes latines. Mais le 18 juillet 390 av. J.-C., date traditionnelle, une horde gauloise, menée par Brennus, écrase l'armée romaine. Tite-Live ne parle même pas d'une bataille, mais d'une fuite éhontée laissant le chemin de Rome libre. Les instances religieuses et les objets sacrés sont mis en sécurité à Caere, une alliée, avant que les Gaulois ne s'emparent de Rome et assiègent le Capitole, où les derniers défenseurs résistent.
Si l'on en croit les traditions, Rome est totalement mise à sac, détruite et brûlée, seul le Capitole est épargné, défendu héroïquement (épisode des oies du Capitole notamment). Il se peut qu'il s'agisse d'un pillage général, les Gaulois dépouillant tout, surtout les temples, plutôt que d'une mise à sac radicale. Les Romains, après sept mois de siège, obtiennent le retrait des Gaulois contre une forte rançon : 1 000 livres d'or (soit 327,45 kg), formule du Vae Victis (« Malheur aux vaincus ! » en latin) attribuée à Brennus. Les causes du départ des Gaulois et ce qui leur arrive ensuite sont diverses et variées selon les sources : la tradition parle d'une peste qui sévit dans leurs rangs, hypothèse probable, ou encore d'une offensive d'un autre peuple gaulois sur leurs terres, les forçant à défendre leurs biens. Ensuite, la légende parle de l'arrivée providentielle de Camille, exilé quelques années plus tôt, à la tête des Ardéates et d'une partie de l'armée romaine réfugiée à Véies, qui lave l'honneur de Rome en arrivant avant que l'or ne soit donné aux Gaulois. Dans la réalité, Camille joue sûrement un rôle important, car il cumule les dictatures dans les années qui suivent alors qu'il était exilé avant le sac de Rome. Caere, alliée de Rome, se signale en récupérant en partie le butin de Rome lors d'une embuscade,.
Le sac de Rome, quels que soient les dommages causés ou les pertes subies, reste à jamais un traumatisme pour la République romaine, et il se peut donc que les traditions soient très exagérées. Le sac de Rome n'est qu'un évènement mineur dans une guerre opposant les tyrans de Syracuse, Denys l'Ancien au début du IVe siècle av. J.-C., alliés des Gaulois, aux Étrusques, qui sont visés par l'attaque gauloise, et qui subissent de graves pertes à l'instar de Rome.

### Institutions primitives et lutte patriciat/plèbe

#### Patriciat et plèbe
Les premières familles romaines sont appelées gentes. Quand les premières gens romaines se sont regroupées pour former une unique communauté, les patres des gentes dirigeantes sont choisis pour former l’assemblée des doyens (ce qui devient le Sénat romain). Pendant cette période, chaque famille non patricienne existe comme étant dépendante d'une des familles patriciennes. Finalement, cette dépendance est rompue et le résultat est la création de la classe plébéienne. Ainsi, chaque pater a autorité absolue sur sa famille patricienne ainsi que sur toutes les familles qui en dépendent. Le droit romain reconnaît seulement aux familles patriciennes une entité juridique.
Le plus souvent, les habitants dont les villes sont conquises y demeurent. Leur vie quotidienne et leur système de gouvernement restent les mêmes, mais leurs villes perdent leur indépendance vis-à-vis de Rome. Néanmoins, un certain nombre vient à Rome. Pour acquérir un statut économique viable et légal, les nouveaux arrivants doivent accepter une dépendance envers une famille patricienne ; ils deviennent alors clients d’une famille patricienne. En fin de compte, ceux qui se sont attachés au roi sont libérés de leur dépendance. Ces derniers constituent alors les premiers plébéiens. Comme Rome s’agrandit, de plus en plus de soldats sont nécessaires aux conquêtes. Les non-patriciens appartiennent à la même curie que leurs patrons. En ce temps, l’armée est organisée sur la base des curies, de sorte que les individus dépendants de familles doivent se battre.
Néanmoins, quand ils sont délivrés de leur dépendance, ils quittent la curie à laquelle appartient leur patron. Ils ne sont alors plus obligés de se battre mais perdent tout statut politique ou économique. Pour faire revenir ces plébéiens dans l’armée, les patriciens ont dû faire des concessions, dont on ne connaît pas exactement la nature. Une des conséquences est que les plébéiens ont désormais le droit de posséder leurs propres terres. Devenus propriétaires, ils ont maintenant tout intérêt à défendre la ville car si elle venait à être conquise, ils perdraient toutes leurs terres. Cependant, il ne leur est donné aucun pouvoir politique. Tous ces éléments qui se mettent en place conduisent à la guerre des ordres.

#### Institutions au lendemain de la chute de Tarquin
Au lendemain de la chute de la royauté, le Sénat et surtout les deux seuls magistrats récupèrent le pouvoir suprême, et Rome passe d'un système monarchique à un système oligarchique. Ce changement de gouvernement ne profite qu'à une minorité, la nouvelle élite : le patriciat. Pendant les dix premières années, les guerres se succèdent, et la première confrontation entre les deux ordres a lieu en 495 av. J.-C., autour du problème des dettes : les créanciers, appartenant surtout à l'aristocratie sénatoriale et donc au patriciat, ont droit d'enchaîner, de vendre comme esclave ou encore de mettre à mort les débiteurs. Or de nombreux plébéiens sont très endettés, et subissent donc la loi du patriciat.

#### Première sécession de la plèbe
Alors que les consuls sont sur le point de convoquer les citoyens romains pour faire face à une guerre étrangère, une partie du corps civique quitte la cité et refuse de revenir, malgré les prières des patriciens : écrasée de dettes, la plèbe lutte ainsi contre l'arbitraire des institutions de la République. Sur des promesses du Sénat, la plèbe accepte de retourner sous les bannières, tandis que Rome fait face à trois ennemis. Mais sitôt la guerre terminée, la lutte reprend et le Sénat refuse de céder, à l'image de Claudius Sabinus.
Après quelques soubresauts, la plèbe s'étant retirée sur l'Aventin (épisode de l'insurrection du mont Sacré), celle-ci obtient la proclamation des Lois sacrées de la plèbe qui créent la magistrature des tribuns de la plèbe, interdite aux patriciens. Chargés de représenter la plèbe et de défendre ses intérêts, les tribuns sont inviolables. Par ailleurs, le droit de l’intercessio permet à ces derniers de s'opposer à n'importe quelle loi proposée par les autres magistrats.

#### Projets de laLex Terentiliaet de la loi des Douze Tables
Plusieurs mutineries secouent l'armée romaine plébéienne, l'agitation est forte dans les rues de Rome, et la République doit faire face à une multitude d'ennemis au cours des années 480 et 470 av. J.-C. Petit à petit, les tribuns de la plèbe gagnent du pouvoir. Par la Lex Publilia Voleronis, votée en 471 av. J.-C., les plébéiens s’organisent par tribu plutôt que par curie,, rendant les plébéiens politiquement indépendants des patriciens.
Selon les historiens romains, ils réclament la mise par écrit des lois, par l'intermédiaire du projet de la Lex Terentilia en 462 av. J.-C., afin de connaître les pouvoirs consulaires, pour que l'organisation juridique (notamment le ius matrimonium) profite à tous, et pour mettre fin à ce qui est considéré comme un arbitraire dont pâtit la plèbe. En effet, au début du Ve siècle av. J.-C., les lois de Rome sont orales, et leur application dépend de la seule appréciation des consuls. Pendant dix années, Rome se déchire autour de ce projet de loi, jusqu'à ce qu'une délégation de trois sénateurs soit envoyée à Athènes en 453 av. J.-C. transcrire les lois de Solon et que Terentilius Harsa retire son projet.
À leur retour d'Athènes et des villes grecques d'Italie du sud, une commission extraordinaire, les decemvirs, est établie pour rédiger des lois écrites. Les decemvirs sont nommés pour un an et disposent de l’imperium consulaire. Les tables sont rédigées en deux fois, dix en 450 av. J.-C. et deux en 449 av. J.-C. La seconde commission de décemvirs tente de maintenir son pouvoir absolu, mais devant la deuxième sécession de la plèbe, retirée sur le mont Sacré, les décemvirs doivent démissionner : la loi est approuvée par les assemblées législatives de la République romaine et publiée sur le Forum Romanum sur douze tables en bronze,,.
Les études modernes tendent à remettre en cause les récits des historiens romains. Le second décemvirat ne serait jamais survenu, et c'est celui de 451 av. J.-C. qui aurait inclus tous les points controversés de la loi, ainsi que les principales fonctions à Rome. En outre, la question de l'influence grecque sur la première loi romaine est toujours débattue. Nombre de savants considèrent qu'il est improbable que les patriciens aient envoyé une délégation en Grèce, mais plutôt en Grande-Grèce, portail commun au monde grec et romain.
Néanmoins, la loi des Douze Tables constitue le premier corpus de lois romaines écrites. Leur rédaction est l'acte fondateur du droit romain, des institutions de la République romaine et du mos maiorum.

#### Fin duVesiècleav. J.-C.
À la suite de l'abdication des décemvirs et de la publication de la loi des Douze Tables, les consuls Valerius Potitus et Horatius Barbatus de 449 av. J.-C. rédigent une série de lois votées par le peuple : les leges Valeriae Horatiae. Selon ces nouveaux textes, les plébiscites promulgués par les comices tributes ont force de loi — sous réserve que le sénat les ratifie —, le droit d'appel au peuple est rétabli et la sacrosainteté ainsi que l'inviolabilité des tribuns de la plèbe sont proclamées.
En 445 av. J.-C., deux nouvelles mesures sont proposées : la suppression de l'interdiction de mariage entre plébéien et patricien, après avoir été inscrite dans les dernières tables de la loi des Douze Tables, ainsi que le droit accordé aux plébéiens d'accéder au consulat. Comme de nouvelles guerres menacent Rome, les patriciens cèdent pour ce qui est des mariages : la lex Canuleia est donc votée. Les consuls espèrent ainsi que le peuple, satisfait, se mobilisera. Mais ce succès encourage les tribuns à demander le droit d'élire des consuls plébéiens. Le Sénat refuse de céder une seconde fois, et pour éviter une nouvelle sédition, propose la création du tribunat militaire à pouvoir consulaire, ouvert à tous, et ayant presque tous les pouvoirs du consulat, excepté ceux donnés à une nouvelle magistrature patricienne, la censure. Les trois premiers tribuns militaires à pouvoir consulaire sont patriciens, et abdiquent peu de temps après, laissant place à des consuls élus parmi la plèbe.
Au début, les patriciens accaparent la nouvelle magistrature. Cependant, petit à petit, en même temps qu'ils accèdent à la questure (le premier questeur plébéien apparaît en 409 av. J.-C.), vers la fin du Ve siècle av. J.-C. et au début du IVe siècle av. J.-C., les plébéiens sont de plus en plus nombreux à accéder au tribunat militaire à pouvoir consulaire, lequel, presque systématiquement, remplace le consulat.

#### Lois licinio-sextiennes
En 376 av. J.-C., les deux législateurs Licinius Stolon et Sextius Lateranus — élus tribuns de la plèbe pour la première fois — proposent immédiatement une série de lois pour améliorer la situation de la plèbe à Rome, où domine la classe dirigeante des patriciens. Ces lois, à caractère politique, économique et social, visent à partager le pouvoir suprême entre plébéiens et patriciens, autrement dit, d'une part lutter contre l'accaparement par les patriciens des terres récemment annexées autour de Rome (ager publicus), d'autre part soulager la plèbe, écrasée de dettes. Les mesures proposées sont le rétablissement du consulat, avec obligatoirement un élu plébéien parmi les deux consuls, l'interdiction d’occuper plus de 500 jugères sur l’ager publicus, la déduction du capital des intérêts déjà payés, l'étalement du remboursement des dettes sur trois ans, ainsi que la suppression du nexum. Malgré l'opposition de Camille, une nouvelle fois dictateur, les comices tributes approuvent les trois lois, unies en une seule pour le vote.
Le consulat plébéien ouvre implicitement l'accès à la dictature et à la censure : le premier dictateur plébéien apparaît en 356 av. J.-C. et le premier censeur plébéien, en 350 av. J.-C.. Cependant, pendant des décennies, la plupart des magistrats sont toujours des patriciens.
Durant toute cette période, la République romaine fait face à une multitude d'ennemis : elle est sans cesse en guerre contre d'autres peuples italiques et elle a souvent recours à l'élection d'un dictateur pour faire face aux menaces extérieures. À plusieurs reprises, elle frôle la catastrophe, comme lors du sac de Rome en 390 av. J.-C.

## Conquête de l'Italie (IVeet début duIIIesiècleav. J.-C.)
Le IVe siècle av. J.-C. représente un tournant majeur dans l'histoire de Rome, car il pose les bases de l'expansion de la république romaine, suivie de l'extension du territoire jusqu’à la Campanie, et ce, malgré la forte résistance des montagnards samnites. Les historiens contemporains identifient plusieurs facteurs qui expliquent ces changements, mais le traumatisme des invasions gauloises et les difficultés avec les peuples voisins semblent avoir persuadé les Romains d'entamer, afin de parer à toute menace, une expansion que l'on peut parfois qualifier d'« impérialisme défensif ».

### Conflit des ordres
La période qui suit le vote des lois licinio-sextiennes voit l’émergence de tendances alarmantes pour le peuple romain, tel que le rapprochement continu des tribuns et des sénateurs. Le Sénat commence à donner aux tribuns un réel pouvoir, tel que la reconnaissance officielle de leur droit de veto. Les tribuns se sentent alors redevables au Sénat. Comme les tribuns et les sénateurs se rapprochent de plus en plus, les sénateurs plébéiens sont souvent en mesure de réserver le tribunat aux membres de leurs propres familles. De plus, en 342 av. J.-C., deux lois importantes sont ratifiées : la première rend illégal le fait de cumuler les magistratures, la deuxième impose un délai de dix ans avant la réélection à une même magistrature
Vers le milieu du IVe siècle av. J.-C., le concile plébéien ratifie la Lex Ovinia qui transfère des consuls aux censeurs le pouvoir de nommer les nouveaux sénateurs. Cette loi permet aussi aux censeurs de décider de l'entrée au Sénat de n’importe quel magistrat nouvellement élu. Les plébéiens détenant déjà de nombreuses magistratures, leur nombre au Sénat augmente probablement rapidement. Le rapprochement entre les tribuns et le Sénat facilite la création d’une nouvelle « aristocratie plébéienne » : la plupart des plébéiens élus aux magistratures proviennent de l’une ou l'autre de ces familles plébéiennes. Cette nouvelle aristocratie plébéienne se fond bientôt dans l’ancienne aristocratie patricienne, créant une aristocratie combinée « patricio-plébéienne ». L’ancienne aristocratie existait par la force des lois, car seuls les patriciens pouvaient accéder aux magistratures supérieures. La nouvelle aristocratie s’est installée grâce à une réorganisation de la société, un ordre nouveau qui ne pourrait être remis en cause qu’au travers d’une révolution.
En 287 av. J.-C., les plébéiens font sécession sur la colline du Janicule. Pour mettre un terme à cette nouvelle sécession, des lois sont adoptées — les lois hortensiennes — qui donnent force de loi aux résolutions de l’assemblée de la plèbe (plébiscites), sans ratification du Sénat. Ce n’est pas la première loi qui donne force de loi à un acte du concile plébéien (celui-ci bénéficie de ce pouvoir depuis la promulgation des leges Valeriae Horatiae en 449 av. J.-C.). Dans les faits, la signification fondamentale de cette nouvelle loi est que celle-ci retire aux patriciens toute possibilité de s’opposer aux plébéiens, autrement dit, les sénateurs plébéiens ont dorénavant les mêmes droits que les sénateurs patriciens. Par conséquent, le contrôle de l'État ne repose pas sur les épaules de la démocratie, mais sur celles de cette nouvelle aristocratie « patricio-plébéienne ».

### Diplomatie romaine
À cette période, Rome a su mettre fin à ses divisions sociales et à la longue opposition de la plèbe et du patriciat : la couche supérieure de la plèbe peut désormais partager les prérogatives qui étaient réservées aux patriciens : une nouvelle aristocratie romaine s'est élaborée, la nobilitas, offrant une stabilité politique et sociale bien plus grande dans le cadre de l'idéal d'une oligarchie de pairs qui pouvait toutefois offrir certaines ouvertures.
Rome peut donc proposer un modèle politique séduisant aux aristocraties des autres cités méditerranéennes, atout diplomatique non négligeable. La diplomatie joue en effet dans la conquête romaine un rôle souvent négligé au profit des aspects purement militaires. La deditio de Capoue en 343 av. J.-C. en constitue le meilleur exemple : pour bénéficier de la protection romaine, la cité campanienne de Capoue se livre complètement à Rome qui voit sa zone d'action traditionnelle brutalement étendue à la riche région qu'est la Campanie. Une alliance solide se constitue, ce qui consolide la confiance que Rome a en elle-même, l'annexion du Latium qui suit avec la dissolution de la Ligue latine, pose aussi les bases de nouveaux rapports entre Rome et certains des peuples conquis. La concession du droit de cité sine suffragio – tous les droits du citoyen à l'exception du droit de vote – permet une unification juridique et la consolidation de liens forts sans remettre en cause, dans un premier temps, l'équilibre politique de Rome,.
Le cas de Capoue est là encore le meilleur des exemples : si les Capouans reçoivent le droit de cité sine suffragio, l'aristocratie de la cité reçoit le droit de cité complet et devient romaine : les 1 600 chevaliers capouans doivent par ailleurs recevoir de la plèbe de leur cité la somme que les chevaliers romains reçoivent à Rome. L'interpénétration des élites est si importante que l'on parle parfois d'« État romano-campanien », toujours est-il qu'un mécanisme essentiel des conquêtes à venir s'est mis en place : Rome s'appuie sur les aristocraties locales, ou sur une partie de ces aristocrates, pour étendre son territoire, en échange elle offre à ces aristocraties la stabilité politique et l'insertion valorisante dans un ensemble plus vaste, l'accès à une échelle supérieure. La diffusion croissante et le prestige fort de la culture grecque offrent à ces diverses aristocraties un ensemble de références culturelles partagées et des modèles artistiques pour médiatiser tant leurs relations réciproques que leur domination sociale.
Dès lors, Rome ne rencontre plus de réelles difficultés dans ses conquêtes que dans deux types de guerres : d'une part les guerres avec des peuples qui ne possèdent pas une aristocratie civique aussi organisée, comme les Samnites, d'autre part les guerres avec d'autres empires reposant sur les mêmes principes, comme Carthage. Dans ces deux cas, la valeur militaire romaine et la stabilité politique qui permet de résister à de lourdes défaites jouent un rôle fondamental.

### Une armée de citoyens

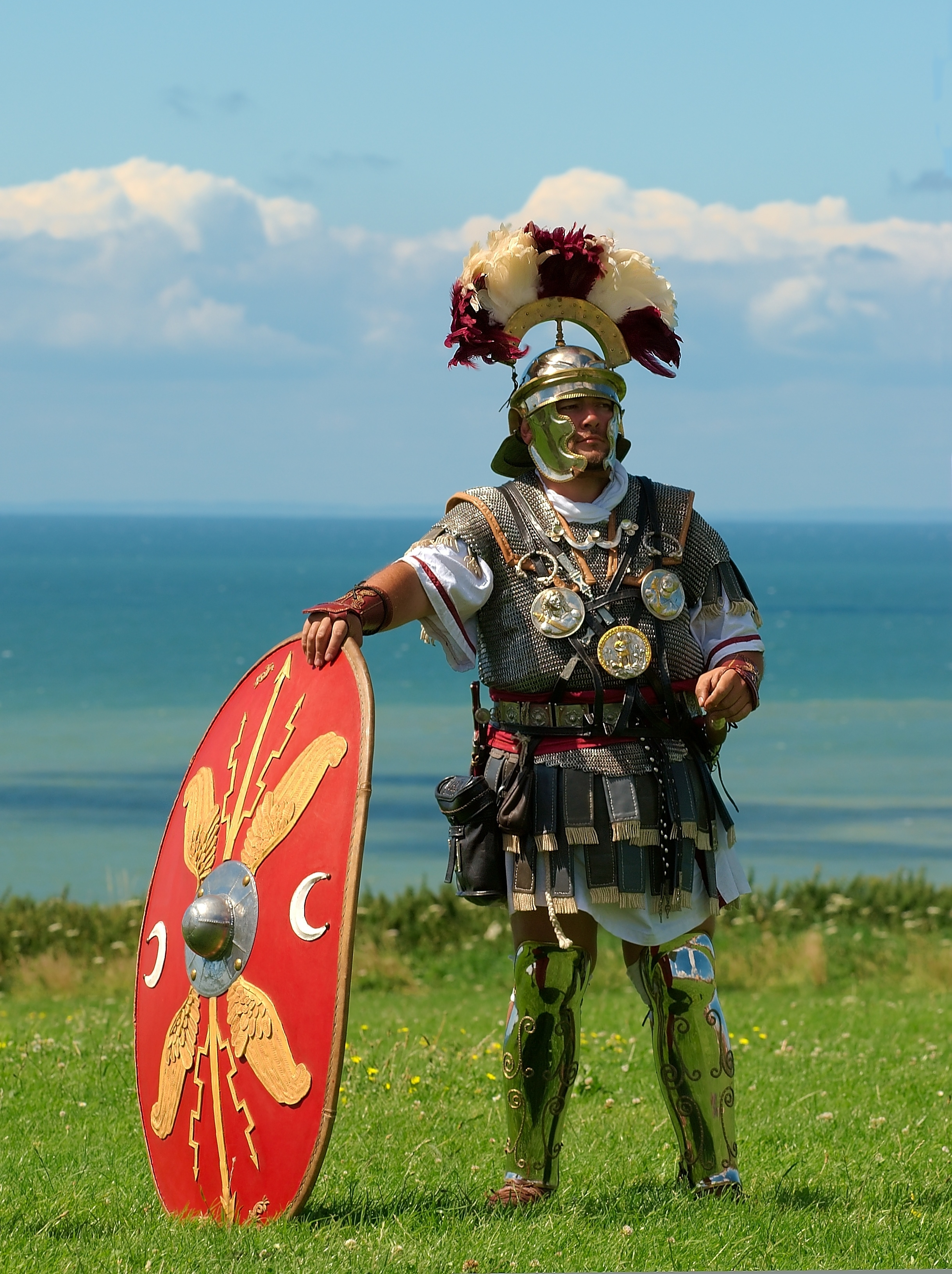
Centurion dans une reconstitution historique.

De 17 à 46 ans, les citoyens romains sont mobilisables. Seuls les citoyens propriétaires ont le devoir de se battre pour la République. En effet les Romains pensent que celui qui a un bien à protéger se bat avec plus d'ardeur. Les plus riches combattent dans la cavalerie (equites), les autres sont fantassins (pedites).
Après les réformes de Camille, les Romains mobilisés forment des légions d'environ 4 500 hommes, composées notamment des hastati, les jeunes citoyens (iuniores) bien entraînés en première ligne, des principes, eux aussi juniores mais plus expérimentés, en deuxième ligne, et des triarii, les seniores, qui forment la dernière ligne et la réserve. Les plus pauvres combattent en tant que vélites. Il existe aussi des troupes auxiliaires composées de soldats ne jouissant pas de la citoyenneté romaine et de soldats non italiens qui assistent les légions.
Chaque année, le Sénat fixe le nombre de soldats à mobiliser. Au mois de mars, sur le Champ de Mars, les consuls, aidés des tribuns militaires, procèdent à la levée des légions, le contingent nécessaire est choisi par tirage au sort parmi les mobilisables, des recruteurs sont envoyés en campagne, et les volontaires sont pris en supplément. Lorsque la patrie est en danger (tumultus), c'est la levée en masse de tous les citoyens mobilisables, sans distinction. En automne, lorsque la campagne est achevée, l'armée est licenciée.
Il règne dans la légion une discipline rigoureuse. Les châtiments corporels sont fréquents en cas de désobéissance (ou même la décimation). Les légions romaines sont connues pour leur construction de camps fortifiés provisoires lorsqu’elles se déplacent en campagne militaire, ainsi que pour leur vitesse de déplacement et pour leur organisation. Lors d'un affrontement, c'est quasiment toujours la même stratégie qui est employée, que les soldats-citoyens connaissent, et qui fait que, même si chaque bataille se déroule sous l'autorité d'un général différent, l'armée combat toujours selon la même organisation. La victoire se décide donc plutôt dans les déplacements, avant la rencontre sur le champ de bataille, où la rigueur et la discipline romaines sont souvent décisives.

### Histoire de la conquête

#### Rome s'impose définitivement dans le Latium

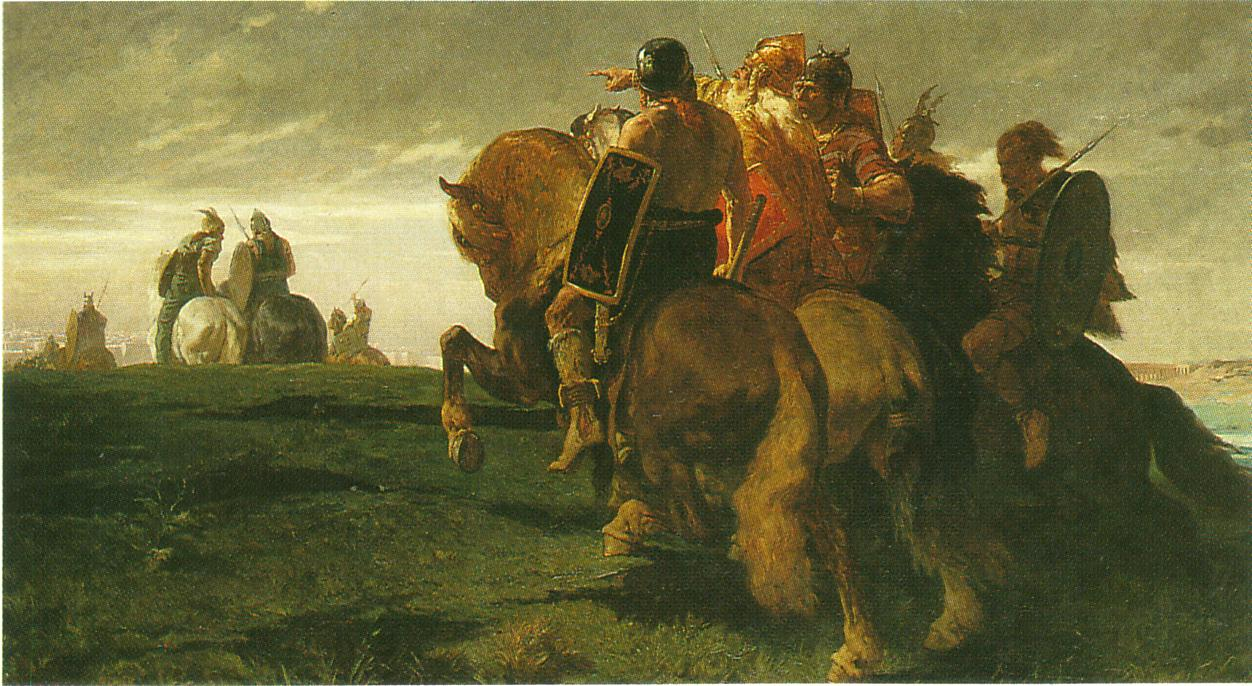
Gaulois en vue de Rome par Évariste-Vital Luminais. Des hordes gauloises mettront Rome à sac en -390.

En 390 av. J.-C., Rome est prise par les Gaulois et subit son premier sac. Pour les Romains, cet épisode est vécu comme une catastrophe nationale. Ils ont la conviction que les dieux ont quitté momentanément la ville. D'ailleurs, un temps le peuple souhaite abandonner le site de Rome pour celui de Véies, vide de population depuis sa prise. La cité met longtemps à se relever de ce désastre. Après quelques accrochages avec ses voisins, notamment les étrusques de Tarquinii vaincus et quelques villes latines rebelles, et après avoir fait face à de nouveaux raids gaulois, Rome commence la conquête de l'Italie.
D'abord face aux Samnites, lors de la première guerre samnite, les Romains interviennent, en 343 av. J.-C., pour protéger Capoue des Samnites. La ville campanienne se soumet totalement à Rome qui intervient donc pour protéger ses nouvelles terres. Les Samnites sont vaincus en 341 av. J.-C. par le tribun militaire Decius Mus. Mais Rome ne peut exploiter son succès et doit se replier à cause du soulèvement des Latins, qui menacent directement Rome.
S'ensuivent les guerres latines, qui opposent Rome à la Ligue latine, entourant en partie le territoire romain. Une tentative de la part des peuples latins d'acquérir leur indépendance de Rome est la principale cause de la guerre. En 340 av. J.-C., une ambassade est envoyée au Sénat romain pour demander la formation d'une seule république, comprenant à la fois Rome et le Latium, au même niveau. Comme Rome est, depuis quelques années, le meneur de la Ligue latine, elle refuse de mettre les peuples latins à son niveau et d'accueillir des Latins au Sénat. Son refus provoque la guerre. Les Romains ont combattu auprès des peuples latins et campaniens contre les Samnites. Les Latins et les Campaniens continuent à combattre côte à côte, tandis que Rome s'allie aux Samnites pour attaquer les Latins. À la bataille de Veseris, les Romains, sous les ordres des consuls Decius Mus et Manlius Torquatus, battent les Latins. Selon les sources romaines, Manlius réinstaure la discipline de l'armée en exécutant son fils pour désobéissance, alors que Decius sacrifie sa propre vie aux dieux pour que Rome ait la victoire. Un an plus tard, Manlius bat à nouveau les Latins à Trifanum, et la guerre prend fin peu après.
La dissolution de la Ligue latine est prononcée, ainsi que l'incorporation de ses territoires dans la sphère d'influence romaine. À cette occasion, les Latins obtiennent des droits partiels et différents niveaux de citoyenneté et leurs villes sont transformées, soit en municipes, soit en colonies romaines.
Entre 336 et 327 av. J.-C., Rome s'impose plus au sud de l'Italie et en Campanie, et stabilise les territoires nouvellement conquis.

#### Guerres contre les Samnites et les Étrusques

L'Italie en -400 : territoires étrusques (en rose) et samnites (en vert foncé)

La fondation romaine de Frégelles à la frontière samnite et de graves tensions à Naples, cité divisée où l'aristocratie penche pour l'alliance romaine et la plèbe pour l'alliance samnite, provoquent une réaction hostile immédiate des Samnites. Le conflit dure près de 40 ans.
En 326 av. J.-C., les Romains remportent leurs premiers succès, la cité grecque de Naples chasse la garnison samnite et fait appel à eux. En 324 av. J.-C., les Samnites s'installent à Pompéi. Après plusieurs années de guerres de frontières, les consuls romains décident, en 321 av. J.-C., de porter la guerre en territoire samnite, initiative qui se termine par la capture humiliante de deux légions par le samnite Caius Pontius à la bataille des Fourches Caudines. Les hostilités prennent fin en 316 av. J.-C. et la trêve est en faveur des Samnites, qui obtiennent des Romains la cession de la colonie romaine de Frégelles. Les Romains annexent Capoue, et commencent en 312 av. J.-C. la construction de la voie Appienne qui relie Rome à Capoue.
Rome met à profit cette accalmie pour renforcer sa position en Campanie et conclure une série d'alliances avec des cités d'Apulie du Nord. Les hostilités reprennent en 314 av. J.-C., les Romains remportent la victoire d'Ardée et Frégelles est reprise en 313 av. J.-C. Mais les Romains doivent faire face à une vaste coalition rassemblant les Samnites, les Étrusques, les Ombriens, les Marses, les Herniques, les Péligniens et les Salentins. Les Étrusques sont vaincus à Sutrium puis dans la forêt Ciminienne par Fabius Maximus, puis par Papirius Cursor au lac Vadimon.
En 306 av. J.-C., Rome écrase la révolte hernique et annexe leur territoire. L'année suivante, les populations des Abruzzes subissent le même sort. Les hostilités avec les Samnites s'achèvent en 305 ou 304 av. J.-C. par la bataille de Bovianum. La paix est conclue avec eux l'année suivante, mettant fin à la deuxième guerre samnite.
En 304 av. J.-C., les Marses, les Péligniens, les Marrucins et les Volsques sont à leur tour écrasés et soumis. Les Èques, vaincus par une campagne éclair, sont annexés. Cette guerre permet aux Romains d'assurer leur domination sur toute l'Italie centrale. Comme à leur habitude, ils assurent leurs nouvelles conquêtes par la construction d'une route stratégique qui relie Rome à l'Adriatique par l'Apennin central et en fondant de nouvelles colonies sur les nouveaux territoires acquis, à Minturnes, à Sinuessa et à Venusia.
En 298 av. J.-C., les hostilités reprennent : c'est la troisième guerre samnite. En 295 av. J.-C., les Samnites réussissent à faire pénétrer une armée en Italie du Nord, secondés par leurs alliés étrusques et ombriens, qui sont en guerre contre Rome depuis 302 av. J.-C. De plus, ils profitent de la présence des Gaulois qui depuis 299 av. J.-C. font des incursions régulières en Italie du Nord. Les Romains écrasent cette coalition à la bataille de Sentinum en 295 av. J.-C. Le territoire samnite est envahi et les Romains remportent la bataille d'Aquilonia en 293 av. J.-C. Malgré la défaite de Fabius Maximus en 292 av. J.-C., les Samnites capitulent en 290 av. J.-C., Rome asservit leurs villes et annexe leur territoire.

#### L’Italie devient romaine

Campagnes de Pyrrhus Ier d'Épire.

Rome sort des guerres samnites maîtresse de l’Italie centrale et est en contact direct avec les cités grecques qui bordent les côtes sud de la péninsule et qui contrôlent une partie du commerce méditerranéen. Tarente a même, par un traité commercial en 303 av. J.-C., limité la circulation des navires romains, leur interdisant d’aller plus loin que l’est du cap Lacinium près de Crotone. De son côté, Rome développe des alliances dans le sud de l’Italie, s’entend avec Thourioi, rivale de Tarente, s’allie avec la Lucanie, soutient l’installation d’une garnison de capouans à Rhegium. Le parti démocratique tarentin fait appel au jeune roi d'Épire, Pyrrhus Ier, pour ralentir la progression romaine.
En 280 av. J.-C. Pyrrhus débarque en Italie avec une armée de 25 000 hommes et 20 éléphants de guerre. À la bataille d'Héraclée, les Romains sont vaincus. Les populations encore indépendantes du Bruttium et de Lucanie font alliance avec Pyrrhus, suivies des Samnites, trop récemment soumis par les Romains. Pyrrhus marche sur la Campanie mais ne peut prendre Capoue, et décide alors de marcher sur Rome, escomptant le ralliement des populations sur son trajet. Il parvient à Préneste à 30 km de Rome, sans avoir obtenu les ralliements attendus, et il doit faire demi-tour. Il veut imposer de dures conditions de paix, que les Romains repoussent, suivant l’avis du vieux Claudius Caecus qui proclame qu'une paix ne peut être signée tant qu'un roi étranger se trouve en Italie. En 279 av. J.-C., Pyrrhus remporte une seconde victoire à la bataille d'Ausculum, proverbiale sous l'expression de « victoire à la Pyrrhus ».
Au milieu des campagnes d'Italie, Pyrrhus reçoit des envoyés des cités siciliennes qui demandent de l'aide pour évincer la puissance carthaginoise de l'île. Pyrrhus accepte et Rome s’allie à Carthage, pour protéger la Sicile des visées de Pyrrhus. Son avancée est foudroyante. Cependant, Pyrrhus se voit contraint d'abandonner la Sicile pour s'occuper d'autres affaires en Italie méridionale.
En 275 av. J.-C., Curius Dentatus bat enfin Pyrrhus à bataille de Maleventum. À la suite de cette défaite, Pyrrhus quitte l'Italie et retourne en Épire, laissant une garnison à Tarente. Après son départ, les Romains assiègent la ville, qui se rend en 272 av. J.-C. De cette guerre, Rome tire des leçons en perfectionnant sa tactique militaire. L’habitude est prise de fortifier le camp de l’armée en marche ; les légions manœuvrent désormais en ligne de bataille avec plus de souplesse et les éléphants de guerre ont perdu tout effet de surprise.
Les Sallentins et les Picéniens sont à leur tour soumis. En 265 et 264 av. J.-C., Rome prend et détruit la cité étrusque de Volsinii et les dernières villes étrusques indépendantes au sud de l'Arno sont rattachées à la République romaine.

### Économie et société
La République romaine domine dorénavant une grande partie de l'Italie, permettant ainsi à la péninsule de se stabiliser et de prospérer : pour la première fois de leur histoire, les économies romaine et italienne sont florissantes. À Rome même, les institutions se consolident et se diversifient, la guerre des ordres prend fin, et l'État se trouve un seul et unique maître du pouvoir : le Sénat.
L'accroissement progressif de la ville de Rome entraîne une augmentation de ses besoins en eau, ce qui nécessite la construction des premiers aqueducs — celui de l'Appia en 312 av. J.-C. et celui de l'Anio en 272 av. J.-C. La production et les importations deviennent quasiment industrielles.
À partir de la fin du IVe siècle av. J.-C., Rome domine la péninsule italienne, et les structures agricoles et sociales se transforment. La conquête de la Grande-Grèce permet l'introduction de techniques agricoles intensives carthaginoises et grecques qui consistent en l'exploitation de vignes et d'arbres fruitiers, comme l'olivier. Cette agriculture permet à la cité de dépasser le stade de l'auto-subsistance pour devenir exportatrice.
Le centre de la structure sociale romaine est la famille. Celle-ci est non seulement marquée par les liens du sang, mais aussi par la relation juridiquement construite de patria potestas. Le pater familias est le chef absolu de la famille. Il est le maître sur sa femme, ses enfants, les épouses de ceux-ci, ses neveux, ses esclaves et ses affranchis, et peut se débarrasser d'eux ou les vendre à volonté, voire les exécuter.

### Organisation de l'Italie

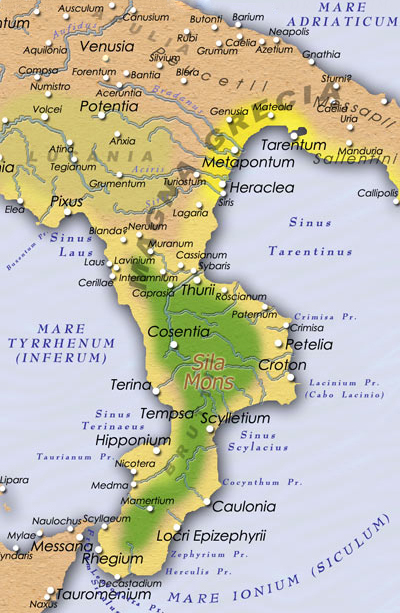
La Grande-Grèce vers 280 av. J.-C.

À la suite de la chute de Tarente en 272 av. J.-C., toutes les terres de la péninsule italienne situées au sud du fleuve Arno sont sous domination plus ou moins directe de Rome. En effet, les dernières villes indépendantes sont tombées sous la coupe de Rome, notamment les villes étrusques au nord de Rome et la Grande-Grèce dans les années 280 av. J.-C. De tous ces peuples et ces villes, aucun n'a réussi à s'opposer longtemps à l'avancée romaine, aucune coalition assez forte n'a réussi à se former pour résister aux forces romaines, car tous étaient désunis en temps de paix. Rome apporte à l'Italie une stabilité au début du IIIe siècle av. J.-C., à la même époque où les institutions de la République se stabilisent aussi.
Toutes les populations et toutes les cités italiennes étaient divisées avant que Rome ne s'impose, et cette dernière réussit à entretenir des différences entre chaque, traitant avec chaque ville et chaque peuple, sous des conditions différentes et pour des statuts différents. De toute l'Italie centrale et méridionale, il ne reste plus que « les Romains, les Latins et les alliés italiens », les seuls à être des hommes libres au sein de la communauté romaine. Il s'agit donc de Rome et des peuples ou cités qui ont été totalement intégrés, des territoires semi-intégrés et des alliés de Rome, au début par des alliances entre égaux qui deviennent très vite des pactes dominés par Rome.

#### Citoyenneté romaine
Les citoyens de plein droit (cives cum suffragio ou optimio iure) sont les citoyens romains auxquels se sont ajoutés les hommes libres des premiers peuples latins intégrés dans la République. Ils jouissent de tous les droits et tous les devoirs, c'est-à-dire notamment le droit de voter et d'être élu, le droit de propriété, le droit de recevoir une solde dans l'armée, ainsi que le devoir de servir sous les armes et de payer des impôts.
Le second type de citoyens (cives sine suffragio) regroupe ceux qui ont les mêmes droits et devoirs que les cives cum suffragio, hormis le droit de voter et celui de pouvoir être élus magistrats. Au début, recevoir la citoyenneté sans suffrage est un grand honneur. C'est par exemple le cas de Caere, envers qui Rome est redevable à la suite du sac qu'elle a subi, et bien qu'une guerre oppose les deux cités dans les années 360 av. J.-C., Rome l'incorpore en tant que municipe sine suffragio. Capoue, elle aussi, est intégrée sous ces mêmes conditions. À terme cependant, ce type de citoyenneté est ressenti comme inférieur et produit une image négative.
Seule une partie des cités du Latium possède les pleins droits et devoirs, et peu de territoires reçoivent cette citoyenneté jusqu'au IIe siècle av. J.-C. En revanche, l'incorporation avec la citoyenneté romaine sans suffrage inclut tout le Latium, la Campanie et la côte adriatique, formant un anneau protecteur autour des terres romaines. La situation n'évolue plus après le début du IIIe siècle av. J.-C..
Les colons romains possèdent la citoyenneté complète, et bien qu'éloignés de Rome, ils conservent tous leurs droits et devoirs, comme celui de faire appel aux tribuns de la plèbe,.

#### Colonies latines
Une partie des anciens Latins qui formaient la Ligue latine est incorporée à Rome avec la citoyenneté. Rome, de concert avec les Latins, va fonder de nombreuses colonies latines à des endroits stratégiques du territoire romain. Ces colonies sont plus libres que les colonies romaines, ayant plus d'autonomie, et se développent plus facilement, car les citoyens romains renâclent à partir loin de Rome, dans des lieux dangereux, même s'ils conservent théoriquement leurs droits et devoirs. Ce système de colonies latines, où les colons ne sont pas citoyens romains, mais possèdent un certain nombre de droits au sein de la colonie quasi indépendante de Rome, va perdurer longtemps, étant à l'avantage de Rome et des colons.

#### Peuples alliés
Enfin, les alliés (socii) sont en bas de la structure administrative romaine. Ils peuvent être liés à Rome par un traité entre égaux (foedus aequum), mais sont plus souvent liés à Rome par une alliance inégale (foedus inaequum), et dans tous les cas, ces alliés doivent fournir à Rome un certain nombre de troupes et de fournitures militaires, sans que Rome doive les payer, ce qui soulage les citoyens romains.
Hormis Caere, l'Étrurie ainsi que le Samnium et toutes les terres du sud sont unis à Rome par des traités inégaux. Ce sont les dernières terres qui sont tombées sous la coupe de Rome. Bien que ces traités puissent créer des rancœurs, peu de ces alliés, malgré quelques défections, abandonneront Rome pendant la deuxième guerre punique alors que la République est au plus mal.
Ainsi, Rome a su créer autour d'elles, parmi une mosaïque de statuts, un certain équilibre et surtout une prospérité que l'Italie n'a pas connue avant, effaçant en partie les inégalités au sein de l'organisation romaine.

### Institutions politiques

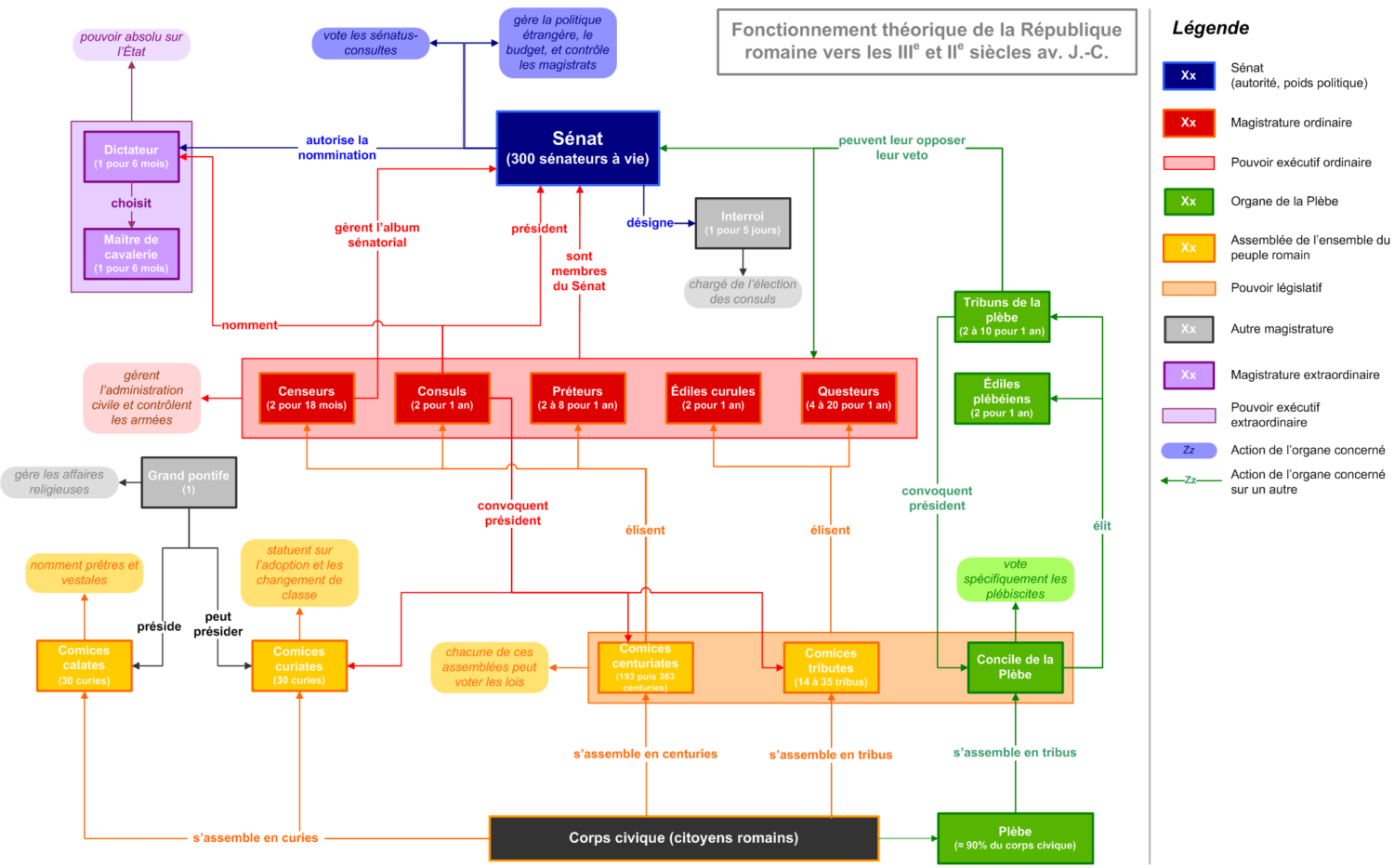
Fonctionnement théorique de la République romaine vers les

Alors qu'aux débuts de la République ce sont les magistrats, notamment les consuls, qui détiennent le pouvoir, petit à petit le Sénat émerge et s'impose au sein des institutions romaines. L'assemblée devient permanente et assoit son autorité sur les magistrats romains à la fin du IVe siècle av. J.-C., passant d'un conseil des anciens à l'organe principal du pouvoir dont les magistrats sont les subordonnés. Les assemblées législatives populaires votent quant à elles les lois.

#### Sénat
La source du pouvoir du Sénat républicain est son auctoritas, laquelle découle de son prestige, fondé sur les coutumes et la dignité de ses membres (mos maiorum ou « coutume des ancêtres »). Comme le Sénat est la seule institution politique à être éternelle et continue (comparé au consulat par exemple, qui expire au terme d’un mandat annuel), il acquiert la dignité des traditions antiques,.
Le Sénat romain est tourné essentiellement vers la politique étrangère. Alors que son rôle dans les conflits armés se limite théoriquement à celui de conseiller, le Sénat finit par superviser ces conflits : les consuls commandent directement les armées et le Sénat s’occupe de la stratégie globale.
Le Sénat gère également l’administration civile au sein de la cité. Par exemple, seul le Sénat peut autoriser que de l’argent public soit puisé au trésor. De plus, il s’occupe des cas individuels de crimes politiques, tels que la trahison. Alors que le Sénat peut influencer la promulgation de lois, il n'élabore pas directement celles-ci : ce sont les assemblées législatives, considérées comme l'incarnation du peuple de Rome, qui votent les lois domestiques qui gouvernent le peuple. Le Sénat ne promulgue que des décrets, appelés senatus consultum — officiellement, il s’agit de simples « conseils » donnés aux magistrats, mais en pratique, ces décrets sont souvent suivis à la lettre par ceux-ci,.

#### Assemblées
Pendant toute la République, les citoyens sont répartis en centuries à des fins militaires, et en tribus à des fins civiles. Chacun des deux groupes se rassemble pour des buts législatifs, électoraux et judiciaires.
À l’origine (temps qui remonterait au règne du roi Servius Tullius), les comices centuriates, assemblée des centuries, sont organisés d’une manière très aristocratique (organisation servienne). Selon cette organisation, les classes les plus élevées (la cavalerie et la première des cinq classes d’infanterie) contrôlent suffisamment de centuries pour obtenir la majorité à chaque vote. Selon Cicéron, l’assemblée est délibérément arrangée de telle sorte que le petit peuple (le plus grand nombre) n’ait que peu de pouvoir. Le président des comices centuriates est généralement un consul. Ces assemblées peuvent promulguer une loi donnant les pouvoirs de l’imperium aux consuls et aux préteurs, ainsi que les pouvoirs de la censure aux censeurs. De plus, seuls les comices centuriates peuvent élire les consuls, les préteurs et les censeurs, déclarer une guerre offensive, ou encore valider le cens (recensement des citoyens par classes). Ils jouent aussi le rôle de juridiction d’appel dans certains cas — en particulier, ceux punis de la peine capitale. Bien que détenant le pouvoir de ratifier les lois ordinaires, les comices centuriates ne se servent que rarement de cette prérogative,,,.
Durant la République, les tribus se réunissent en deux assemblées : le concile plébéien et les comices tributes. La seule différence entre les deux assemblées réside dans le fait que les patriciens ne peuvent voter dans le concile plébéien. Généralement présidés par un consul, les comices tributes élisent les questeurs, les édiles curules et les tribuns militaires. Ils ont également le pouvoir d’instruire des cas judiciaires. Bien qu'ayant le pouvoir de promulguer de nouvelles lois, les comices tributes ne se servent que rarement de cette possibilité. Le concile plébéien ne représente pas tout le peuple, car les patriciens en sont exclus, de sorte qu'il ne peut pas élire de magistrats à proprement parler. Mais il élit ses propres représentants (tribuns de la plèbe et édiles plébéiens, considérés comme des magistrats). En effet, le concile plébéien est l’assemblée des tribus plébéiennes, alors que les comices tributes sont l’assemblée des tribus « patricio-plébéiennes »,,.

#### Magistratures
Les magistratures sont électives et annuelles, hormis la censure, la dictature et la fonction d'interroi. Chaque magistrat romain est investi d’une partie plus ou moins importante du pouvoir. C'est ainsi qu'en fonction des pouvoirs qu'elle possède, chaque catégorie de magistrats occupe un certain rang. Les dictateurs possèdent plus de pouvoirs que n’importe quel autre magistrat, suivis des consuls et des préteurs, magistrats ordinaires. Chaque magistrat peut seulement bloquer par son veto une action prise par un magistrat de rang égal ou inférieur au sien. Par conséquent, aucun magistrat ne peut bloquer par son veto les décisions du Sénat ou des assemblées. Les magistratures sont effectuées dans un ordre spécifique, qu'on appelle le cursus honorum : la carrière des honneurs.
Les citoyens qui suivent le cursus honorum commencent par être questeurs — magistrats s'occupant des finances. Puis ils peuvent être édiles et avoir pour domaine de compétence les marchés, les voies et l'approvisionnement. S'ensuit le poste de prêteur, qui s'occupe de l'armée et propose les lois. Être consul est la dernière étape du cursus honorum : il s'agit de commander les armées, de gouverner les provinces et de convoquer le Sénat. Les titulaires de chacune de ces fonctions sont nommés pour un an. Comme les tribuns de la plèbe et les édiles plébéiens ne sont pas à proprement parler des magistrats, ils ne sont pas concernés par la répartition des « pouvoirs majeurs ». En général, cette particularité fait d’eux des magistrats indépendants des autres. C’est la raison pour laquelle, par exemple, leurs actes ne peuvent être bloqués par le veto des consuls. Les tribuns n'ont pas le pouvoir de faire obstruction par un veto aux magistrats, aux assemblées ou au Sénat, mais bénéficient de la sacro-sainteté de leur personne (intercessio). Si un magistrat, une assemblée ou le Sénat ne se conforme pas aux ordres d’un tribun, celui-ci, en usant de l’intercessio, peut bloquer cette action particulière. La moindre agression envers un tribun est considérée comme une offense capitale,.
Chaque magistrat républicain détient certains pouvoirs constitutionnels (potestas), qui comprennent l’imperium, la coercitio et l’auspicia (pouvoirs religieux). Ces pouvoirs sont équilibrés par plusieurs contraintes constitutionnelles, incluant la collégialité (collega), le droit des citoyens d’en appeler au peuple (provocatio) et une division constitutionnelle des pouvoirs (provincia). Seul le peuple de Rome (plébéiens et patriciens) a le droit de conférer ces pouvoirs à un magistrat,,.

## Conquête de la Méditerranée (IIIeetIIesièclesav. J.-C.)

### Conquête de l'Occident méditerranéen

#### Première guerre punique

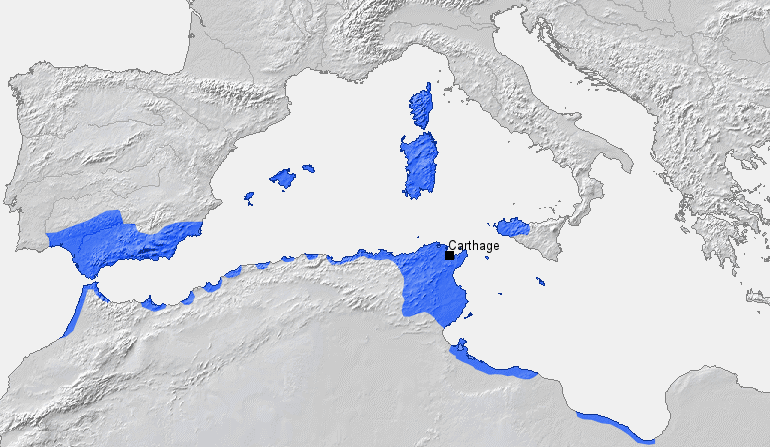
Les possessions de Carthage avant la première guerre punique.

À partir de 264 av. J.-C. commence le grand affrontement contre Carthage, qui marque un tournant dans l'histoire de Rome. Grâce à son esprit d'entreprise, Carthage, ancienne colonie phénicienne, a développé, d'abord des comptoirs commerciaux, puis des points d'appui et des colonies dans toute la Méditerranée occidentale, et notamment à l'ouest de la Sicile. Rome se méfie des ambitions carthaginoises en Sicile. C'est la cause de la première guerre punique qui dure près de 25 ans.
Les Carthaginois prennent d'abord la ville de Messine, ce qui provoque l'inquiétude des Romains en raison de la position de la ville à proximité des villes grecques d'Italie qui viennent de tomber sous leur domination. Le Sénat romain ne souhaite pas ouvrir les hostilités avec Carthage, mais la population demande d'intervenir, poussée par le lobby des propriétaires terriens de Campanie qui ne veulent pas perdre le contrôle du passage maritime entre la Sicile et l'Italie — Messine étant l'une des villes stratégiques permettant le franchissement de ce détroit. Ainsi, Claudius Caudex traverse le détroit et prend par surprise la garnison punique de Messine, déclenchant le début de la guerre. À la suite de ce revers, le gouvernement de Carthage commence à regrouper ses troupes à Agrigente, mais les Romains, menés par Claudius Caudex et Valerius Maximus, prennent les villes de Ségeste et d'Agrigente, après un siège de sept mois.
Il s'ensuit 20 ans de guerre avec des fortunes diverses : les premières victoires sont remportées par l'armée romaine, face à des troupes puniques hétérogènes (mercenaires de toute la Méditerranée y compris de Gaule, troupes africaines et alliés siciliens). D'ailleurs, le roi de Syracuse change de camp à la suite des premiers revers puniques et contribue par sa flotte à ravitailler les troupes romaines de Sicile. Ainsi, les Carthaginois perdent une grande partie des terres siciliennes reconquises sur les Grecs. À la suite de ces défaites, les Puniques redressent la situation en menant une stratégie de raids et de guérillas, sur terre comme sur mer, en Sicile comme en Italie, tenant les positions siciliennes par des forteresses inexpugnables. En effet, la technique des sièges et des fortifications de l'armée punique est supérieure à celle de l'armée romaine, apprise auprès des Grecs. Rome est coup sur coup battue près de Carthage et en mer, perdant une grande partie de sa flotte — celle-ci sera reconstruite grâce à l'argent des grands propriétaires terriens campaniens, principaux intéressés par cette guerre, que malgré cela l'État devra rembourser après la guerre.
En 241 av. J.-C., la victoire navale du proconsul Lutatius Catulus devant les îles Égades, à l'ouest de la Sicile, contraint Carthage à signer une paix humiliante. Elle abandonne la Sicile, puis la Sardaigne et la Corse, et paie un fort tribut.

#### Deuxième guerre punique

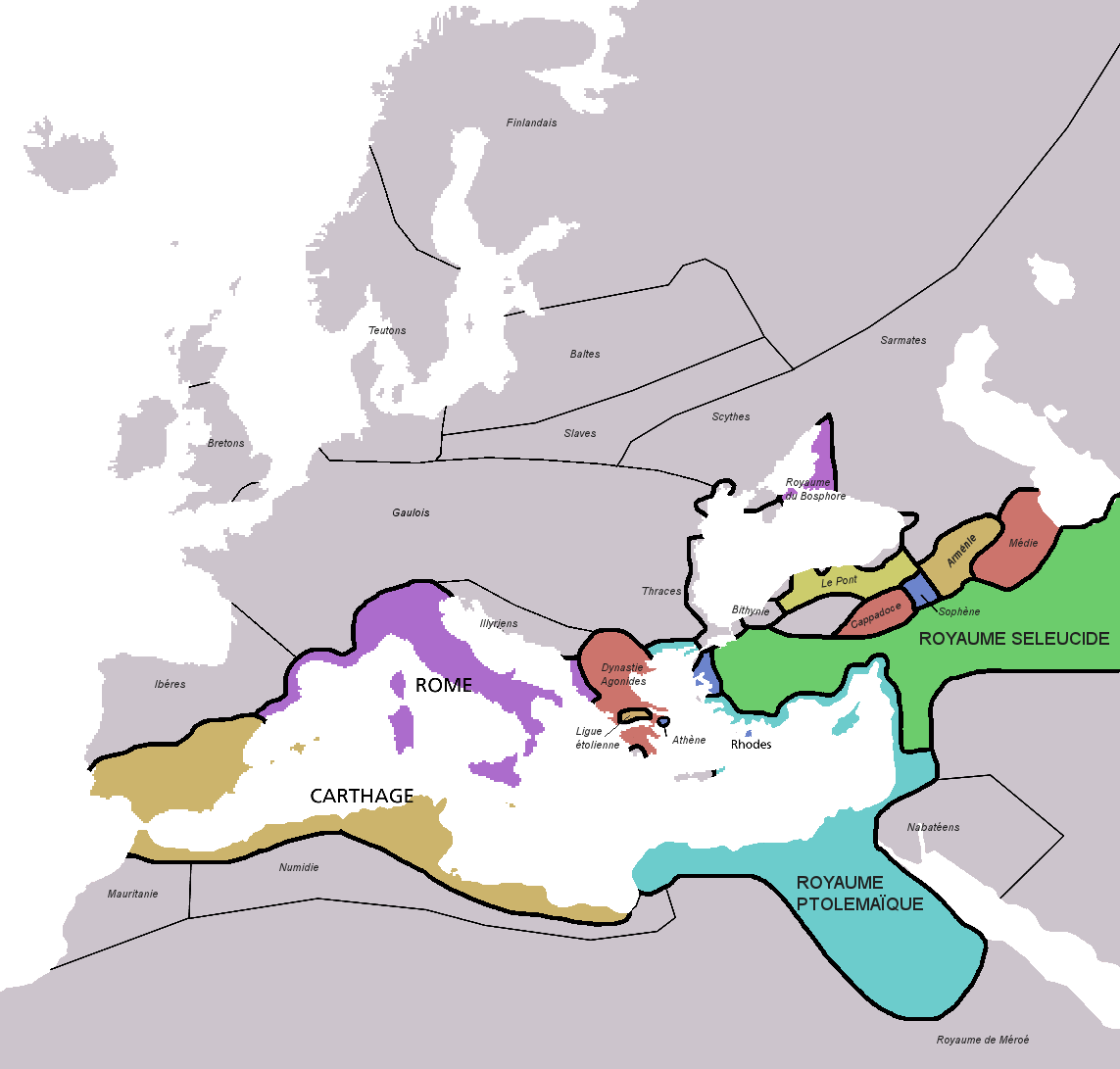
Le bassin méditerranéen en 220 av. J.-C., à la veille de la deuxième guerre punique.

Après la Première guerre punique, Rome s'étend en Illyrie, après avoir vaincu les Ligures et les Insubres : en 222 av. J.-C., le consul Claudius Marcellus bat les Gaulois à la bataille de Clastidium, tue leur roi Viridomaros et est ainsi le dernier à recevoir les dépouilles opimes, s'empare de Mediolanum et réduit la Gaule cisalpine en province romaine. De son côté, Carthage se lance à la conquête de l'Hispanie. Cette expansion inquiète Rome qui fait renaître les hostilités en 219 av. J.-C..
Mais la République trouve en la personne d'Hannibal un adversaire redoutable, un homme politique et militaire de génie. Celui-ci décide d'attaquer par voie terrestre avec un contingent de 70 000 hommes et des éléphants de guerre. Une longue marche leur fait traverser l'Hispanie, le sud de la Gaule, puis les Alpes. Hannibal remporte alors dans le nord de l'Italie une série de victoires et avance vers le sud en traversant les Apennins. Là, sur les rives du lac Trasimène, il écrase une nouvelle fois une armée romaine le 23 juin 217 av. J.-C. Le Sénat lève une grande armée, mais Hannibal l'anéantit à Cannes, en août 216 av. J.-C. Les villes alliées à Rome dans le sud de l'Italie (mais dans le sud uniquement) se rallient à Hannibal. Celui-ci s'installe à Capoue.

Campagnes de la deuxième guerre punique.

Rome refuse de s'incliner. 23 légions nouvelles sont enrôlées avec même des esclaves affranchis pour l'occasion. Rome reprend l'offensive, notamment avec Claudius Marcellus à la tête des armées romaines qui remporte sur le général carthaginois les batailles de Nole en 216 et 215 av. J.-C. et s'empare de Syracuse après trois ans de siège, puis c'est au tour de Capoue de tomber en 211 av. J.-C. Ayant la maîtrise des mers, Rome envoie un corps expéditionnaire en Hispanie puis en Afrique sous la direction de Scipion l'Africain. Après la conquête de l'Hispanie, Scipion a finalement raison d'Hannibal en 202 av. J.-C. dans la plaine de Zama, ce qui met fin à la deuxième guerre punique. Les vaincus, qui perdent leurs possessions extérieures, doivent payer un énorme tribut à Rome qui devient la première puissance de la Méditerranée occidentale en 202 av. J.-C..
En dépit d'un séjour de 15 ans sur le sol italique, Hannibal — que l'histoire met au rang des grands stratèges et des fins tacticiens — ne parvient donc pas à faire capituler Rome. Parmi les raisons du succès romain, on peut citer :
- le refus de la classe politique romaine de s'admettre vaincue, même si celle-ci se divise sur la stratégie à adopter, offensive ou défensive ;
- la capacité de recrutement romaine, comblant constamment ses pertes, mobilisant jusqu'à 25 légions, au prix d'une pression épuisante sur ses alliés ;
- la maîtrise maritime, qui permet à Rome, d'une part de garder le contact avec l'armée envoyée en Hispanie (tandis que la flotte punique n'ose jamais un affrontement naval), d'autre part d'assurer son ravitaillement en blé depuis la Sicile, la Sardaigne et l’Hispanie, ainsi que ses relations diplomatiques avec les adversaires de Philippe V de Macédoine, allié d'Hannibal ;
- et la fidélité des peuples alliés entourant Rome d'un glacis protecteur, et de la plupart des ports d'Italie du Sud.

#### Mainmise sur l'Occident
La République romaine s'étend sur l'Italie, l'Hispanie et l'Afrique à la fin de la deuxième guerre punique. Carthage est finalement détruite en 146 av. J.-C. pendant la troisième guerre punique délibérément décidée par le Sénat. Après un siège de trois ans, Scipion Émilien prend la ville, la rase et maudit son sol. Malgré de nombreuses révoltes, l'Hispanie reste romaine. L'ouest méditerranéen est donc sous domination romaine au IIe siècle av. J.-C., seule la future Gaule transalpine n'est pas encore romaine, mais elle devient une province de la République romaine en 121 av. J.-C., parachevant la conquête de toutes les terres côtières de ce côté de la Méditerranée.

### Domination sur l'Orient méditerranéen

#### Guerres macédoniennes

En orange, le royaume de Philippe V de Macédoine, en 200 av. J.-C.

Pendant la deuxième guerre punique, Philippe V de Macédoine s’allie à Hannibal Barca. Craignant que les Macédoniens renforcent Hannibal, Rome expédie des forces de l’autre côté de l’Adriatique. Aidée par des alliés de la Ligue étolienne et de Pergame après 211 av. J.-C., Rome ne souhaite pas étendre ses conquêtes, mais simplement garder la Macédoine, les cités-États grecques, et les ligues politiques soigneusement divisées et non menaçantes. En 205 av. J.-C., la guerre s'achève sans vainqueur décisif avec le traité de Phoenicé. Celui-ci prévoit le partage entre Rome et la Macédoine d'un territoire de second plan, situé le long du littoral est de l’Adriatique, destiné à « combattre la piraterie » : l’Illyrie. Ce conflit mineur ouvre la voie à l’intervention romaine en Grèce. Il s'agit des premiers affrontements entre les légions romaines et une armée de type macédonien depuis la campagne de Pyrrhus en Italie. Ce système militaire domine les champs de bataille européens depuis deux siècles et demeure invaincu depuis sa création par Philippe II de Macédoine. Moins meurtrières, mais bien plus mobiles et flexibles que les phalanges macédoniennes, les légions de Rome se lancent dans une conquête de l'orient qui durera environ 170 ans (du début de la deuxième guerre macédonienne à l'annexion de l'Égypte ptolémaïque).
En 201 av. J.-C., Rome déclenche la deuxième guerre macédonienne avec l’aide de quasiment tout le monde grec. Le conflit est indécis, jusqu’à la victoire romaine de 197 av. J.-C., lors de la bataille de Cynocéphales. Rome impose alors à Philippe V de Macédoine le traité de Tempé, par lequel celui-ci abandonne la Grèce et la Thessalie, et renonce à interférer dans la politique hors de ses frontières — une condition qu'il respecte le reste de sa vie. En 194 av. J.-C., Rome déclare la Grèce « libre » et se retire complètement des Balkans. Il semble qu'elle n’ait aucun autre intérêt dans cette région.
Après la deuxième guerre macédonienne, la Ligue étolienne est peu satisfaite des territoires que Rome lui a cédés en tant que « récompense » pour son aide. Les membres confédérés « invitent » alors Antiochos III de l’Empire séleucide à les aider pour libérer la Grèce de l’« oppression romaine ». En tant que conseiller militaire, Hannibal Barca recommande à Antiochos d'envoyer en Grèce des soldats en nombre suffisant. Toutefois, le roi n'envoie qu'une petite force en 192 av. J.-C., ce à quoi Rome répond en envoyant de nouveau ses légions en Grèce, lesquelles parviennent à chasser les Séleucides. En Asie Mineure, les victoires romaines aux Thermopyles (en 191 av. J.-C.) et à Magnésie (en 190 av. J.-C.) obligent Antiochos à signer le traité d'Apamée (en 188 av. J.-C.), aux termes duquel il cède des territoires à Pergame et à Rome, et verse une imposante indemnité de guerre de 15 000 talents d'argent.
Après la mort de Philippe V de Macédoine en 179 av. J.-C., son fils, Persée, essaie de restaurer l’influence de la Macédoine et menace ses voisins, ce qui déclenche la troisième guerre macédonienne. Initialement, les forces romaines ont des difficultés contre les forces macédoniennes, mais en 168 av. J.-C., les légions battent une armée macédonienne durant la bataille de Pydna. Persée est capturé quelque temps après, et la Macédoine est divisée en quatre républiques — en réalité, quatre états-satellites de Rome.

#### Grèce et Asie romaines
Rome écrase complètement une rébellion macédonienne et ne se retire pas de la région, formant la province romaine de Macédoine, établissant un pouvoir romain permanent sur la péninsule grecque. Entre 149 et 146 av. J.-C., la Ligue achéenne se révolte aussi. Après la victoire romaine, il s'ensuit le pillage et la destruction de Corinthe. En 133 av. J.-C., le royaume de Pergame échoit en héritage à Rome. Il donne naissance à la province d'Asie.

### Rome et l'Italie auIIesiècleav. J.-C.

#### Institutions politiques
En 287 av. J.-C., la guerre des ordres prend fin grâce aux lois hortensiennes qui retirent au patriciat sa dernière arme contre la plèbe, résolvant ainsi un des grands conflits des débuts de la République. Néanmoins, la période située entre 287 et 133 av. J.-C. ne connaît pas de changements politiques importants dans ce domaine : les lois critiques sont toujours ratifiées par le Sénat. En effet, l’élément démocratique est satisfait de la répartition des pouvoirs, mais ne cherche pas vraiment à user du sien. Le Sénat joue un rôle majeur pendant cette période, dominée par des questions de politique étrangère et d’ordre militaire. Ces années sont les plus riches en évènements militaires de toute la République.
La dernière décennie de cette période voit une aggravation des difficultés financières pour de nombreux plébéiens. En effet, durant les longues campagnes militaires, de nombreux citoyens se trouvent loin de chez eux pour se battre, et ne peuvent donc s’occuper de leurs terres, laissées à l’abandon. L’aristocratie terrienne commence alors à racheter celles-ci à vil prix et les exploitent avec de la main d’œuvre bon marché, réduisant les coûts de production. Les autres fermiers ne bénéficiant pas de ces avantages ne peuvent plus exploiter leurs terres à profit et font faillite. Les nombreux plébéiens alors sans emploi convergent vers Rome, grossissant les rangs des assemblées populaires, où leur statut économique leur permet, pour la plupart, de voter pour le candidat qui leur promet le meilleur avenir. Une nouvelle culture de dépendance apparaît qui favorisera la montée en puissance des meneurs les plus populaires.

#### Organisation administrative de l'Italie

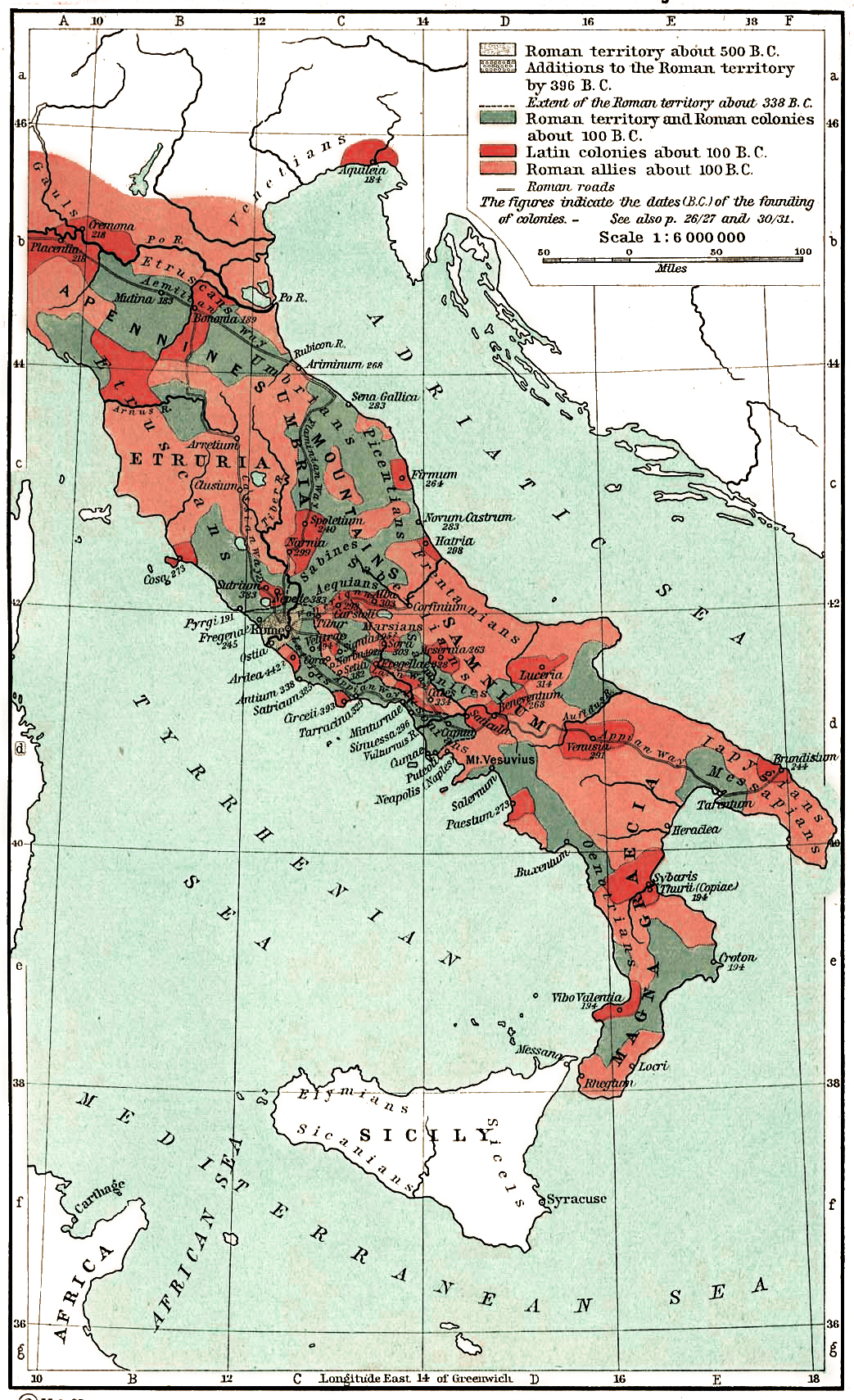
L'Italie au IIe siècle av. J.-C., une mosaïque de statuts.

Durant toute la deuxième guerre punique, hormis quelques défections dans le Sud, les territoires latins et alliés de Rome restent fidèles à la République et contribuent très largement à l'effort de guerre — tant humainement que matériellement. Cependant, la citoyenneté romaine n'est que très peu étendue et les rancœurs et motifs de révoltes s'accumulent contre la rigidité aveugle du pouvoir central. La population romaine elle-même s'oppose à tout geste d'ouverture envers les Italiques et les alliés — ce qui perdra Caius Gracchus ou encore Livius Drusus, car tous deux, malgré leur très grande popularité, se sont aliéné la plèbe romaine, jalouse de ses privilèges. Les peuples d'Étrurie, du Samnium et des anciennes terres de la Grande-Grèce, ne sont que des alliés de Rome, alors qu'ils sont intégrés dans la République depuis plus d'un siècle. De la même façon, les Latins des très nombreuses colonies ne jouissent pas de la citoyenneté pleine et entière.
L'organisation générale de l'Italie n'a pas évolué depuis près de deux siècles, alors que le territoire romain s'étend maintenant sur une grande partie du bassin méditerranéen. Au début du Ier siècle av. J.-C., ce blocage entraînera une terrible guerre civile entre les Romains et leurs alliés, connue sous le nom de « guerre sociale ».
Les cités italiennes s'organisent sur le modèle des gouvernements des villes de Campanie et du Latium, sans pour autant renoncer à leurs traditions locales. Les cultures se mélangent, mais malgré la progressive romanisation de toute la péninsule, un certain nombre de particularités culturelles sont préservées.

#### Économie et société
Rome gagne la deuxième guerre punique au prix de lourdes pertes, humaines et économiques. Cependant, grâce à sa mainmise sur toute une partie du bassin méditerranéen, elle a désormais accès à des territoires florissants. La prise de la Grèce et d'une partie de l'Asie augmente l'afflux de richesses dans toute la République. Après les guerres puniques, les guerres macédoniennes et tous les autres conflits — notamment en Illyrie, en Gaule cisalpine et en Hispanie —, le nombre d'esclaves est démultiplié, et Rome acquiert les biens de ces derniers. De nombreux tributs sont imposés aux peuples vaincus mais non intégrés au territoire romain, les revenus des mines d'Hispanie et de Macédoine sont aussi récupérés par la République. La plupart des citoyens romains s'enrichissent considérablement, soit en étant dans l'armée et en profitant des pillages et des butins (pour les citoyens modestes), soit en rachetant d'immenses parcelles de terre (pour les citoyens les plus aisés).
L'apport financier consécutif à toutes ces guerres et ces territoires absorbés est tel que lorsque Paul Émile revient en triomphe avec un butin immense provenant de Macédoine, les citoyens romains sont exemptés de l'impôt du tributum en 167 av. J.-C., dorénavant payé par les provinces romaines.
Deux censeurs organisent les grands flux monétaires de l'État et toutes les recettes alimentent le trésor public. Tous les cinq ans, les censeurs supervisent la rentrée des impôts en concédant les perceptions d'impôts aux sociétés de publicains, et en engageant les dépenses d'investissement pour les grands travaux. Les magistrats ne sont pas payés. Les colonies et les municipes sont autonomes. En revanche, les gouverneurs des provinces reçoivent des indemnités, et les esclaves publics, un petit salaire.
Le développement du goût pour le luxe est si important, que les conservateurs — attachés au mos maiorum, et dont le plus célèbre représentant au début du IIe siècle av. J.-C. est Caton l'Ancien — s'attaquent vivement à tout cet étalage de richesse, jamais vu à Rome. Pendant la guerre, des lois sont votées pour limiter les habitudes de luxe. L'une de ces lois, concernant le luxe féminin, est abrogée contre l'avis de Caton, mais de nouvelles sont promulguées pour limiter l'explosion des signes extérieurs de richesse : ce sont les lois somptuaires.
Après la deuxième guerre punique, lorsque les riches commencent à créer des grandes propriétés (Latifundium) dans les provinces conquises, l'esclavage devient le moteur économique de la société romaine. Les évaluations faites laissent à penser que les esclaves représentent la moitié, voire le double, des citoyens[réf. nécessaire]. Cette proportion est encore plus importante dans les campagnes. Les esclaves occupent tous les types de fonctions, des plus spécialisées, comme les enseignants grecs, aux plus répétitives et méprisées, comme les fabricants de briques. Leurs conditions de vie et les traitements très durs auxquels ils sont soumis se sont légèrement améliorés après les guerres serviles. Les petits paysans, souvent ruinés, et donc, obligés d'aller grossir la plèbe urbaine, désertent les campagnes. Les terres prises à l'ennemi parviennent prioritairement aux riches patriciens, alors que de nombreux paysans sont sans terre et qu'il reste des terres sans paysans,.
Dans les débuts de Rome, les échanges sont basés sur le troc et la circulation d'espèces monétaires grecques. Avant le IIIe siècle av. J.-C., au centre de l'Italie, les pièces sont utilisées au poids, sans effigie. La première monnaie romaine, l'as, a en principe une valeur d'une livre de cuivre, quelquefois moins. Les pièces romaines valent donc plus que leur valeur en métal. À partir de la deuxième guerre punique, Rome développe un système monétaire stable, afin de pouvoir aisément financer les dépenses militaires. Après les victoires romaines, l'afflux de métaux précieux pérennise ce système monétaire, fondé sur l'argent et le bronze (denier et sesterce).

#### Arts et culture gréco-romaine

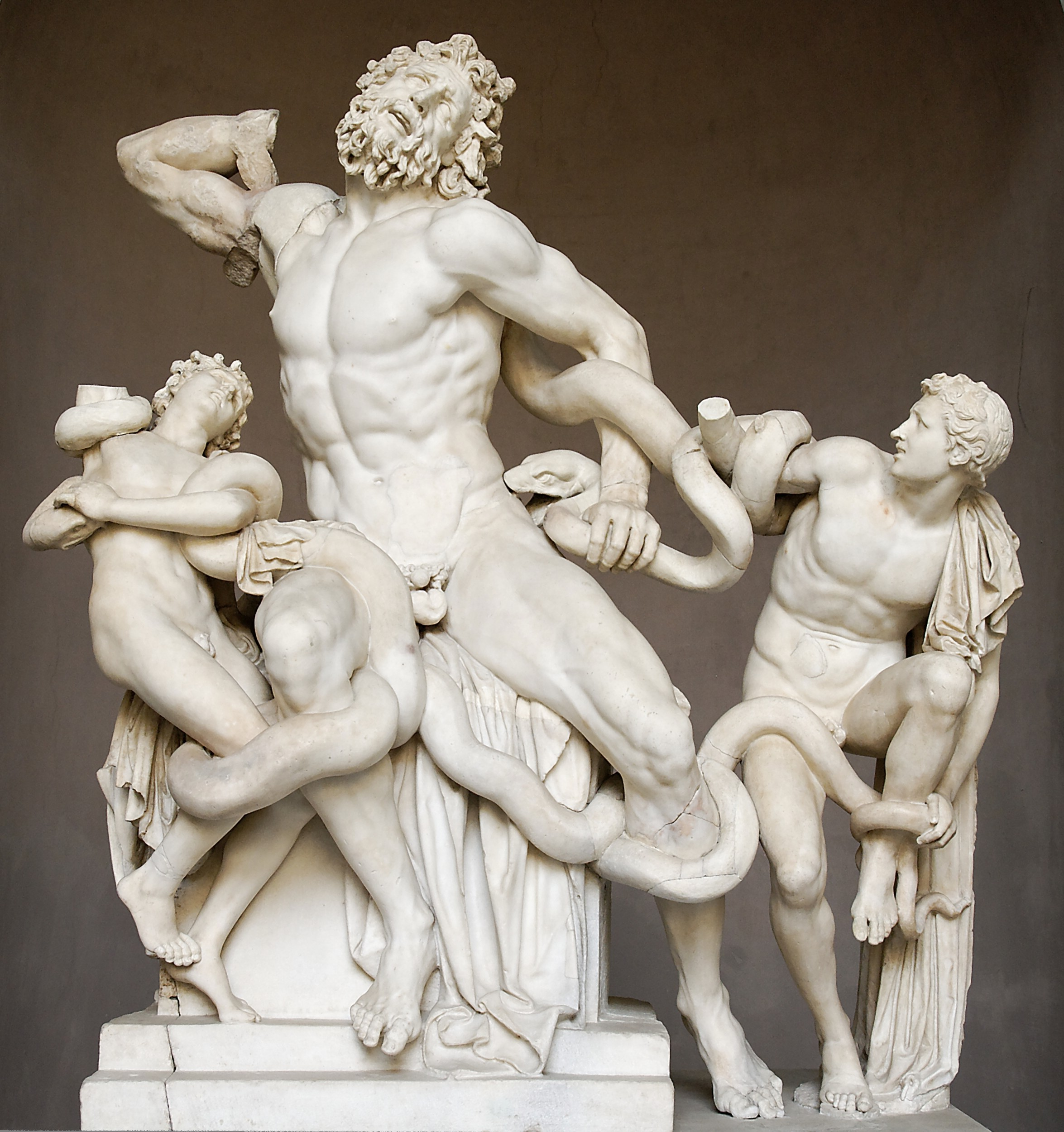
Groupe du Laocoon (fin de la période hellénistique) : l'art grec a beaucoup influencé la culture romaine sous la République

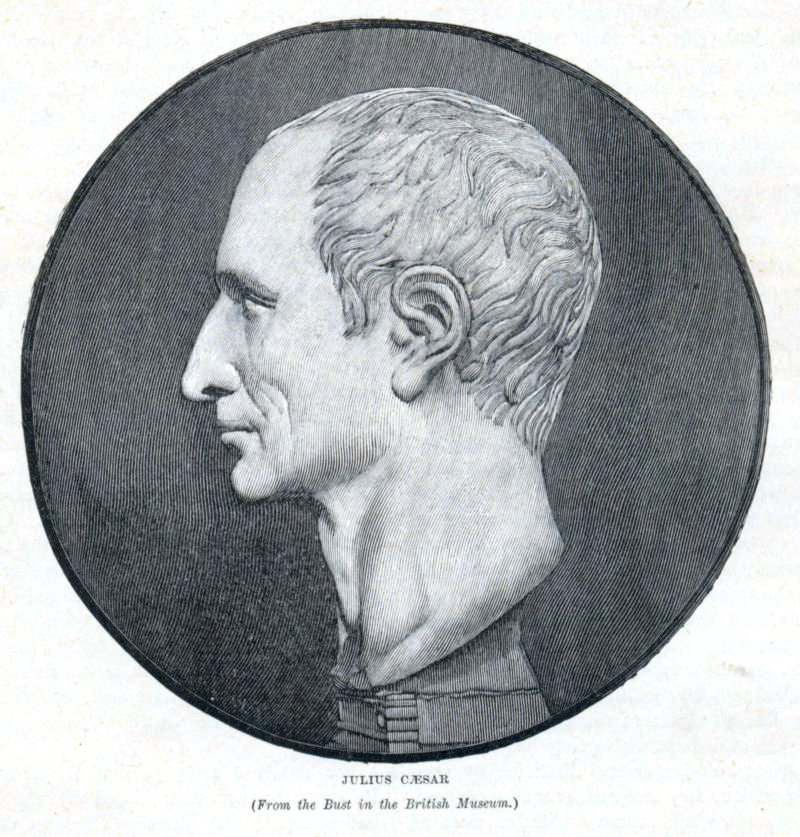
Jules César, d'après le buste exposé au British Museum, in Cassell's History of England (1902).

Il est possible que les Romains soient entrés en contact avec la civilisation grecque à travers les cités grecques du sud de l'Italie et de Sicile (la Grande-Grèce). Cependant l'empreinte laissée par les Étrusques — eux-mêmes influencés par la culture grecque —, ne permet pas de dire précisément d'où vient l'hellénisme des Romains. Quoi qu'il en soit, ces derniers ont emprunté à la Grèce bon nombre de croyances religieuses, de traditions, d'idées politiques, d'éléments architecturaux et de savoirs techniques. L'archéologie a permis de découvrir de la poterie grecque datant du VIIIe siècle av. J.-C..
En devenant maître de l'Italie — surtout des cités de la Grande-Grèce, définitivement après la deuxième guerre punique — et en asservissant un grand nombre de prisonniers grecs, Rome ne fait que renforcer cet hellénisme. En effet, les riches familles romaines utilisent des esclaves précepteurs pour leurs enfants, leurs médecins sont grecs, et même les prostituées prennent des noms grecs.
Le grec est devenu une langue seconde, largement utilisée dans le commerce, une langue de culture aussi, si bien que des œuvres comme l'Iliade sont devenues romaines aux yeux des Romains. Virgile a écrit certaines de ses œuvres directement en grec. Les Romains les plus riches envoient leurs enfants dans les écoles grecques, qu'elles soient à Cos, à Alexandrie ou à Athènes. La prise de la Grèce en 146 av. J.-C. ne fait que renforcer le phénomène. Le grec aussi bien que le latin sont devenus linguæ francæ pour la moitié est de la Méditerranée.
L'art grec connaît une véritable renaissance au milieu du IIe siècle av. J.-C., et son influence sur l'art italique est considérable. Les artistes hellénistiques du courant néo-attique remplissent l'Italie de leurs œuvres. La profonde hellénisation de l'art romain est voulue par le pays dominateur.

## Vie sous la République

La toge, signe distinctif des hommes membres des couches supérieures de la société romaine. Les pauvres, les esclaves et les enfants portaient seulement des tuniques.

Les Romains conservent longtemps des habitudes paysannes menant une vie dure et laborieuse. Au début de la République, les petits propriétaires sont nombreux. Ce sont eux qui fournissent des troupes aux armées romaines. Par la suite, même après des transformations considérables, l'idéal social, politique et culturel d'une cité composée d'agriculteurs autonomes à la vie frugale a toujours gardé une force importante. La simplicité — largement idéalisée — et les mœurs des ancêtres (mos majorum) sont une constante de la vie politique et culturelle romaine : le rappel de ces éléments constitue un cliché, présent dans de nombreuses sources, et utilisé par de nombreux grands personnages de Rome. Cela ne doit pas masquer cependant les profondes transformations qui touchent la société romaine durant les cinq siècles de la République. Malgré une continuité culturelle importante — en particulier, dans les domaines religieux et juridiques, ainsi que dans la mobilisation d'un certain idéal social —, c'est non seulement la vie et l'organisation de la société romaine qui changent, mais aussi la définition même du « Romain ».
Si, au début de la République, les Romains sont les citoyens en nombre restreint d'une cité aristocratique ordinaire, les conquêtes, l'ouverture culturelle qu'elles entraînent et les changements sociaux qu'elles induisent — surtout après la deuxième guerre punique —, transforment énormément la société romaine. Non seulement, à la fin de la République, la ville de Rome est devenue une métropole immense rassemblant des centaines de milliers d'habitants, mais les Romains reçoivent les dividendes d'une conquête qui s'est étendue à toute la Méditerranée. Leur société en est transformée : l'esclavage a pris une importance considérable, la vie économique s'est fortement complexifiée, enrichie et intensifiée, les écarts sociaux se sont radicalement accrus et l'équilibre politique de l'aristocratie sénatoriale a volé en éclats, malmené par les ambitions des plus grands généraux.
La fin de la République voit une place toujours plus grande accordée à la culture grecque — bien différente de l'hellénisme archaïque et classique, présent à Rome dès l'époque royale[Quoi ?] (de 753 à 509 av J.C.) —, en même temps qu'une extension considérable de la romanité : lorsque la République cède la place à l'Empire, tous les habitants libres de l'Italie deviennent citoyens romains, et cette unification juridique s'accompagne d'une unification culturelle. La vie des Romains sous la République est donc marquée, par delà les continuités bien réelles, par une très forte diversité selon les périodes, les régions et les groupes sociaux.
Le Romain vit dans une maison simple, avec peu de meubles, la domus. Cette simplicité se retrouve dans sa nourriture et dans sa tenue vestimentaire. Même la toge des patriciens n'est, au début de la République, qu'une pièce d'étoffe sans ornement. La famille obéit au pater familias, qui a toute autorité sur sa femme et ses enfants. Mais peu à peu, le droit de vie et de mort que le pater familias possédait sur sa famille disparaît. La matrone, vêtue d'une stola, s'occupe des affaires domestiques, mais elle reste une mineure perpétuelle sous l'autorité de son époux ou de son fils aîné, tant qu'elle reste au foyer, c'est-à-dire soumise aux lares.
C'est d'abord au sein de la famille que se pratique la religion. Tous les jours et à tous les repas, les Romains pratiquent des rites religieux devant le foyer, dont les flammes (ignis) sont symboles de leurs révérences envers les pénates qui veillent sur la régularité des approvisionnements, les lares qui protègent la maisonnée et le genius qui assure au pater familias et à la famille, sa vitalité. Les Romains pensent que, dans leur maison, de nombreuses divinités les assistent, de la naissance à la mort. Les morts sont incinérés et leurs cendres sont conservées dans une urne — enterrée à même la terre ou placée dans un monument funéraire pour les plus riches. À leur anniversaire, les défunts reçoivent des fleurs, de la nourriture, des boissons. L'obligation de rendre un culte aux défunts rend nécessaire le fait d'avoir des enfants ou d'en adopter. En effet, les Romains croient que les morts négligés reviennent sur terre tracasser les vivants.

## Religion sous la République

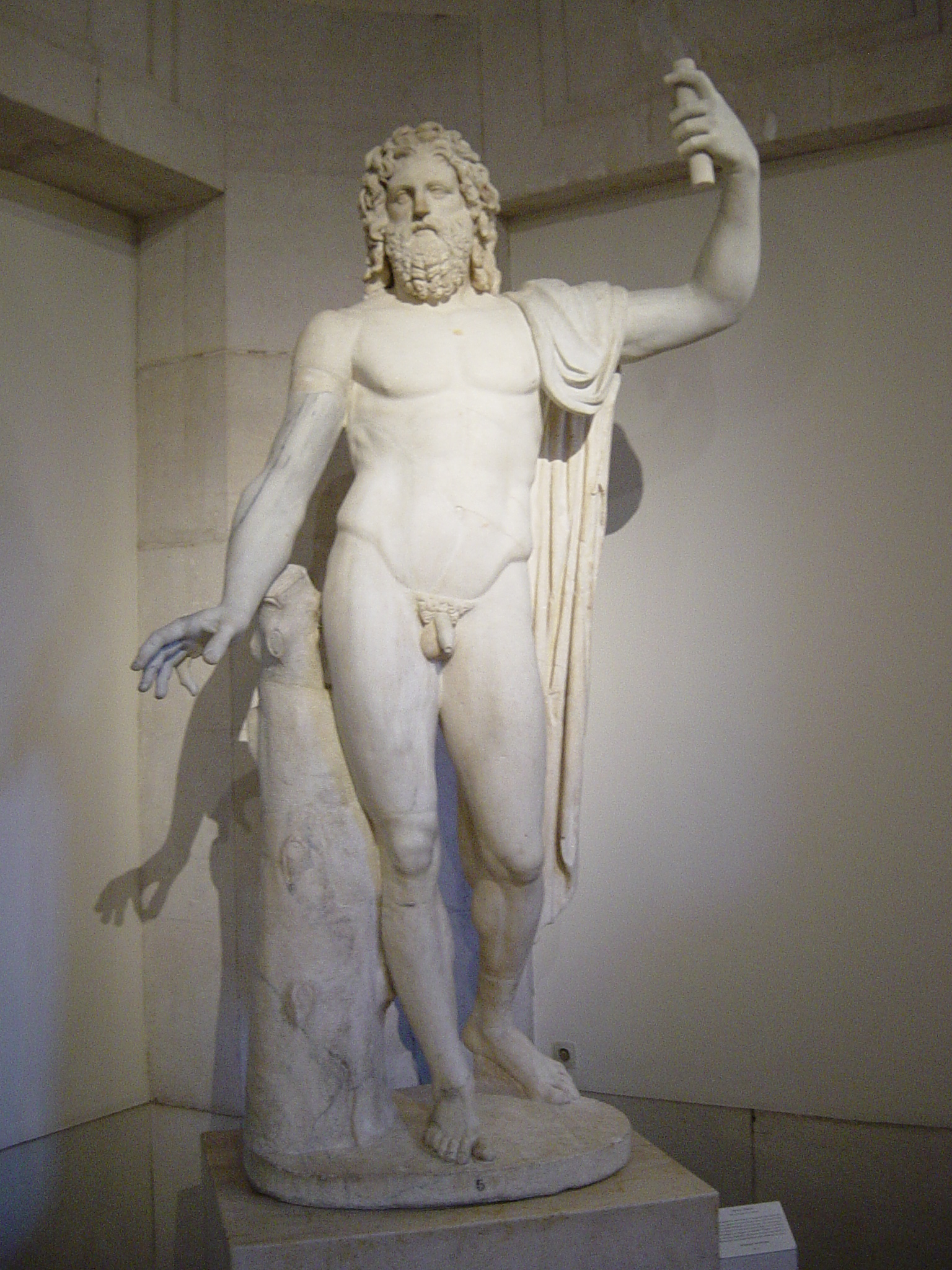
Jupiter, roi des dieux dans la mythologie romaine.

La religion romaine antique est avant tout un polythéisme ritualiste. Elle ne possède, ni un corpus de doctrine ni une révélation spécifique, mais s'organise principalement autour de la pratique. Ce sont les divers rituels, comme le sacrifice, qui instituent l'ordre du monde et les catégories pour le penser : dans la religion romaine, comme le souligne John Scheid, « faire c'est dire ». Les rites sont donc transmis de la manière la plus scrupuleuse possible et la religion romaine est profondément traditionaliste. L'absence d'une doctrine unifiée, ainsi que la séparation entre les convictions personnelles et l'exécution littérale du rituel, autorisent cependant des ouvertures et des transformations — en particulier l'accueil de nouvelles divinités, le syncrétisme avec d'autres mythologies, et le développement de spéculations métaphysiques et philosophiques.
Les Romains sont très pieux et superstitieux.[réf. nécessaire] Ils honorent un très grand nombre de divinités. En dehors des divinités domestiques, ils vénèrent plusieurs grands dieux assimilés au panthéon de la mythologie grecque. Jupiter, équivalent latin de Zeus, est le roi des dieux. Il est le maître de la foudre, de la lumière et des serments. Il est associé à Minerve et à Junon, et avec ces dernières, forme la triade capitoline qui protège la cité. Des abstractions sont divinisées, telles Fortuna, Virtus ou Fides. Ainsi Abéona et Adéona apprennent aux petits enfants à aller et à venir, Iterducca et Doniducca, à s'éloigner de la maison et à en revenir.
Pour des raisons politiques ou pratiques, les Romains n'hésitent pas à adopter les dieux des autres cités ou des autres peuples. Asclépios est « adopté » pour lutter contre les fièvres des marais. L'exemple le plus célèbre est probablement celui de Junon, la déesse tutélaire de la cité voisine de Veies. Lors de la conquête de cette ville, les Romains prétendent utiliser l’evocatio, pour inviter Junon à quitter son domicile et à venir à Rome, où elle est accueillie avec honneur. Après leur victoire, les Romains lui dressent un temple sur le Palatin. Certains dieux semblent proprement latins, comme Janus, le dieu à deux visages, divinité des portes et des carrefours, ou Flora, qui préside à tout ce qui fleurit. Dans l'organisation de leur calendrier, les Romains sont attentifs à intégrer tout leur panthéon, de peur qu'un dieu oublié ne leur nuise. 
La religion romaine comprend plusieurs collèges de prêtres spécialisés :
- le collège des pontifes — présidé par le grand pontife (pontifex maximus) — dont les membres jouent un rôle très important dans l'organisation des rituels ;
- le collège des flamines, composé de trois prêtres majeurs et douze prêtres mineurs, chacun d'eux étant chargé du culte d'un seul dieu ;
- le collège des vestales, composé de six prêtresses vouées à la chasteté, qui doivent veiller à ce que le feu de la cité ne s'éteigne jamais ;
- le collège des augures, composé de prêtres spécialisés dans l'interprétation des signes envoyés par Jupiter, dieu maître des « signes » ;
- le collège des fétiaux ou féciaux, composé de prêtres principalement chargés, dans les relations entre Rome et les autres peuples, de la préservation de la pax deorum ;
- le collège des frères Arvales, composé de douze prêtres spécialisés dans la célébration du culte de Dea Dia, équivalente de la déesse Cérès ;
- le collège des luperques, constitué des fils des cinq plus anciennes familles aristocratiques, descendantes des fondateurs de Rome ;
- la confrérie des Saliens, voués au culte de Mars.

## Crises de la République (finIIeetIersièclesav. J.-C.)
La société romaine de l'époque tardorépublicaine doit faire face à plusieurs crises.

### Guerres civiles

#### Question agraire et Gracques
La question agraire a deux origines : d'une part la fin du soldat paysan romain qui va à la guerre pour défendre sa terre, d'autre part l'appropriation, par la nobilitas, de l'ager publicus — territoire qui appartient au peuple romain, et non à des particuliers.
Concernant la première origine, la guerre profite essentiellement aux riches. Les rangs des petits propriétaires se sont éclaircis, surtout pendant la deuxième guerre punique. Il y a donc moins d'agriculteurs. Les campagnes se couvrent de vastes pâturages. Le blé importé de Sicile concurrence celui des petits producteurs latins qui, ruinés, vendent leurs terres à bas prix aux grands propriétaires et s'en vont à Rome rejoindre la plèbe urbaine. Les grandes familles se constituent ainsi d'immenses domaines, les latifundia, où sont installés des paysans non propriétaires — les colons — et de nombreux esclaves.
Pour ce qui est de l'ager publicus, son appropriation par la nobilitas se fait après les guerres puniques. L'État romain s'est endetté auprès des riches familles et, faute de moyens, rembourse donc son prêt en accordant la jouissance de l'ager publicus à ces grandes familles, pour un certain temps. Cependant, à l'expiration du délai, ces terres ne seront jamais rendues.
Ces familles forment la nobilitas — la noblesse, qui accapare les magistratures et siège au Sénat. À côté de cette noblesse foncière, apparaît une nouvelle classe d'hommes d'affaires qui s'enrichissent dans le commerce, la banque et le crédit. Leur richesse leur permet de tenir une place importante dans l'ordre des chevaliers. La noblesse et les chevaliers s'entendent pour exploiter l'empire naissant : hommes d'affaires et magistrats issus de la noblesse s'enrichissent en pillant les provinces, souvent de manière systématique.
En ville par contre, le chômage s'accroit, la main-d’œuvre salariée est concurrencée par la masse des esclaves produite par les conquêtes. Rome devient une ville bigarrée rassemblant, à côté des citoyens romains, des Italiques, des Grecs et des affranchis de tous horizons. Cette foule entretient une agitation constante dans la cité. À partir de 133 av. J.-C., les tensions se multiplient entre les riches et les pauvres, d'autant plus que le luxe le plus tapageur a fait son apparition à Rome. Pourtant, une tentative de réforme se dessine avec les Gracques. Tiberius Gracchus est issu d'une grande famille noble. Il pense qu'une réforme agraire est nécessaire pour résoudre le problème de la plèbe. Il devient tribun de la plèbe et dépose une loi nommée Lex Sempronia, limitant l'occupation du domaine public à 500 jugères (environ 125 hectares) par personne avec un bonus de 250 jugères (environ 63 hectares) par enfant. Cependant, la superficie totale des possessions foncières ne devait pas dépasser les 1 000 jugères (environ 250 hectares). Les occupations illégales des terres par la noblesse sont déclarées nulles. Une commission composée exclusivement de membres de la famille des Gracques est chargée de répartir les terres entre les citoyens les plus pauvres. Mécontente, la noblesse  provoque des émeutes. Le sénat est partagé au sujet de cette loi. Si une partie des sénateurs approuve cette réforme, cette dernière est cependant bien mal accueillie par la faction conservatrice du sénat, qui considère cette loi comme un frein à sa puissance. Tiberius prévoit aussi la création d'un triumvirat agraire à présidence tournante, qui surveillerait les opérations de récupération. Tiberius est tué sur le Capitole, et 300 de ses partisans meurent avec lui. C'est une des premières fois, dans l’histoire de Rome, qu'ont lieu de tels mouvements de violence, au sein même de la ville.
Dix ans plus tard, son frère Caius Gracchus reprend le flambeau. Élu tribun en 123 et 122 av. J.-C., il retire au Sénat le pourvoir de désigner les gouverneurs des provinces et accorde aux chevaliers l'exploitation des impôts en Asie. Il décide de fonder des colonies avec des lots de terre pour les citoyens pauvres et fait distribuer du blé à bas prix pour eux. Lui aussi périt assassiné en 121 av. J.-C. : toutes ses réformes sont abandonnées et seuls les chevaliers conservent leurs avantages.

#### Armées de citoyens et de prolétaires au service d'un général
- La République romaine vers 70 av. J.-C.
- Les conquêtes de Pompée entre 64 et 60 av. J.-C.
- Les conquêtes de César entre 58 et 46 av. J.-C.
- Les états vassaux de Rome en 44 av. J.-C.

La République romaine vers 70 av. J.-C.
Les conquêtes de Pompée entre 64 av. J.-C. et 60 av. J.-C.
Les conquêtes de César entre 58 av. J.-C. et 46 av. J.-C.
Les états vassaux de Rome en 44 av. J.-C.

Des Germains envahissent la Gaule et écrasent à plusieurs reprises les armées romaines. En 107 av. J.-C., le consul Marius admet dans les rangs de l'armée les prolétaires, c'est-à-dire les citoyens non propriétaires, qui, jusque-là, n'avaient pas accès aux légions. Une armée de pauvres et de non-citoyens succède ainsi aux armées de citoyens propriétaires terriens, mais c'est une armée de métier, dévouée à son chef et prête à lui ouvrir la route du pouvoir, pour peu que celui-ci lui promette de se montrer généreux. Cette nouvelle armée permet à Rome et à Marius de triompher face à deux menaces.
La première se situe en Afrique, où Jugurtha tient en échec les chefs militaires envoyés sur place par Rome. La seconde concerne le sud de la Gaule — devenu une province romaine en 121 av. J.-C., sous le nom de transalpine —, ravagé, au nord des Alpes, par les Cimbres venus du Jutland et par les Teutons originaires du nord de la Germanie. Marius, nommé proconsul, réussit à vaincre Jugurtha, puis, réélu extra-légalement consul, défait les Teutons, puis les Cimbres, en Cisalpine, devenant ainsi le « sauveur de Rome ». Des lois agraires récompensent ses vétérans en leur donnant des lots de terre à cultiver. Pour rester au pouvoir, Marius s'associe à des chefs du parti populaire.
Entre 90 av. J.-C. et 50 av. J.-C., les Romains mènent plusieurs guerres contre Mithridate VI Eupator, roi du Pont, sous les commandements de Sylla, puis de Licinius Murena et Licinius Lucullus. Les campagnes contre Mithridate VI entraînent l'intervention romaine au Proche-Orient, et aboutisent, en 64 et 63 av. J.-C., à la conquête de la Syrie et du royaume des Macchabées, par le consul Pompée.
Enfin la conquête de la Gaule par Jules César entre 58 et 51 av. J.-C. montre que la victoire est devenue un instrument de pouvoir pour les généraux vainqueurs.

#### Guerre sociale

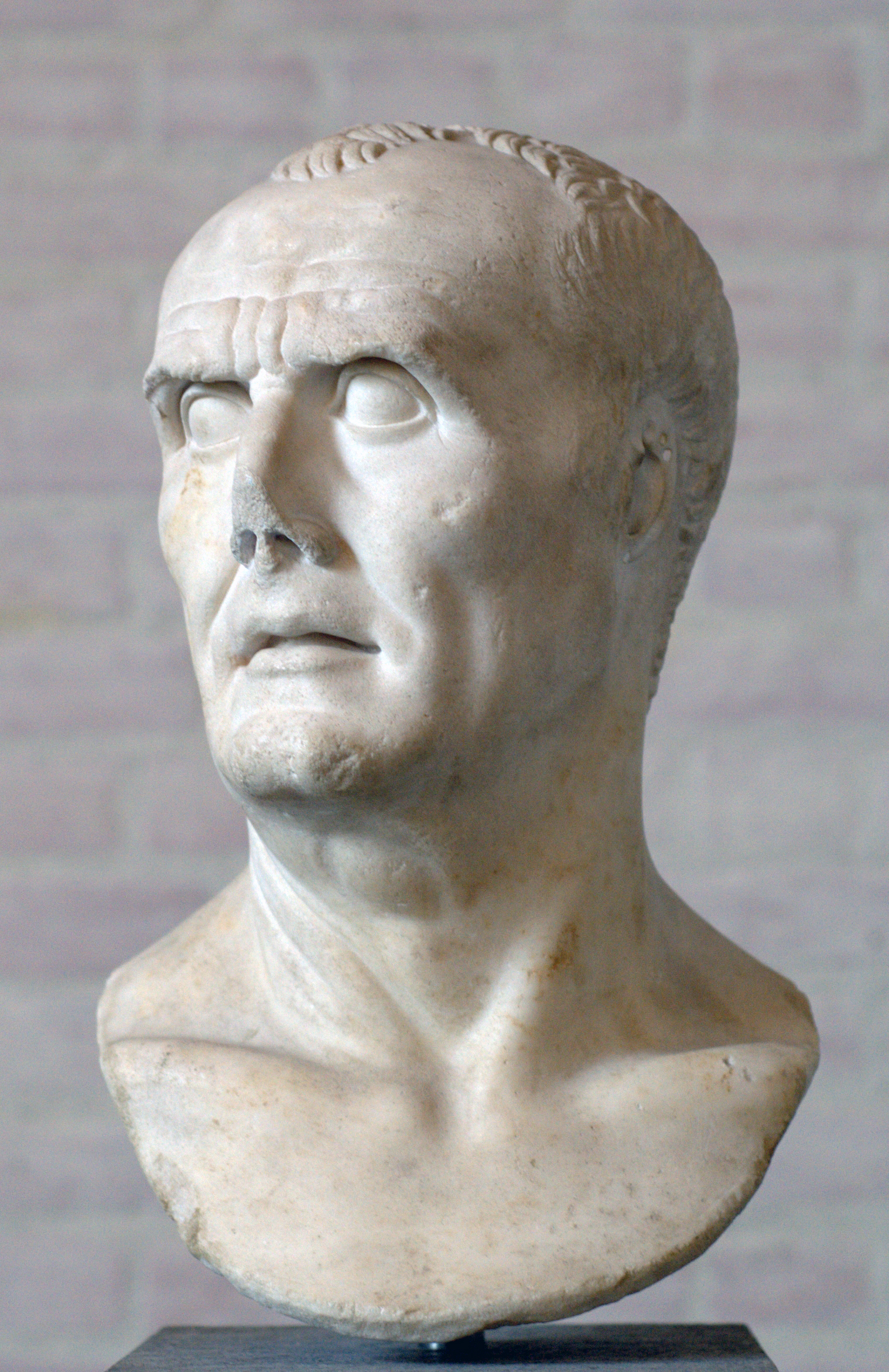
Buste de Marius (157 av. J.-C. - 86 av. J.-C.).

Après les Gracques, vient le temps des ambitieux qui luttent pour le pouvoir. Grâce à ses victoires en Afrique et en Gaule, Marius domine la vie politique, associant les chefs du parti populaire à son pouvoir. Mais des troubles éclatent en 100 av. J.-C. et Marius utilise ses troupes contre ses anciens alliés Saturninus et Glaucia. Il doit cependant quitter le pouvoir.
En 91 av. J.-C. commence la guerre sociale, qui durera jusqu'en 88 av. J.-C. et qui oppose le Sénat aux « alliés » italiens (en latin, les socii), c'est-à-dire les tribus autonomes et les cités-États de la péninsule italienne — lesquelles, jusque là, étaient partenaires de l'alliance militaire permanente réalisée avec la République romaine. La guerre sociale éclate en octobre 91 av. J.-C., à la suite de l'assassinat du tribun de la plèbe Livius Drusus, alors que celui-ci tentait de faire obtenir la citoyenneté romaine aux Italiens alliés de Rome. En effet, ceux-ci, bien que faisant partie de la République depuis longtemps et bien que fournissant des contingents militaires importants à l'armée romaine, n'ont pour la plupart jamais acquis le statut de citoyens et sont toujours considérés comme des sujets.
La confédération italique proclame son indépendance et fait subir à Rome des revers militaires importants. Alarmé, le Sénat décide, pour endiguer la révolte, de concéder le droit de cité à tous les Italiens au sud du Pô. La confédération italique est ainsi brisée et Sylla parvient finalement à écraser l'insurrection. Les dernières villes rebelles tombent et sont détruites, les chefs sont tués. Romains et Italiques ont subi de très nombreuses pertes dans ce conflit, cependant les alliés de Rome obtiennent satisfaction, et l'Italie est unifiée par le sénat sous un seul régime juridique. Rome a vaincu l'ensemble de ses alliés en deux temps, tout d'abord en s'appuyant sur ceux qui n'étaient pas encore révoltés, puis en s'appuyant sur les premiers révoltés revenus sous son autorité, pour vaincre les seconds. Par ailleurs, au recensement de 70 av. J.-C., la population civique de Rome passe à 900 000 citoyens, c'est-à-dire plus du double que 50 ans auparavant.

#### Guerres civiles entre Marius et Sylla

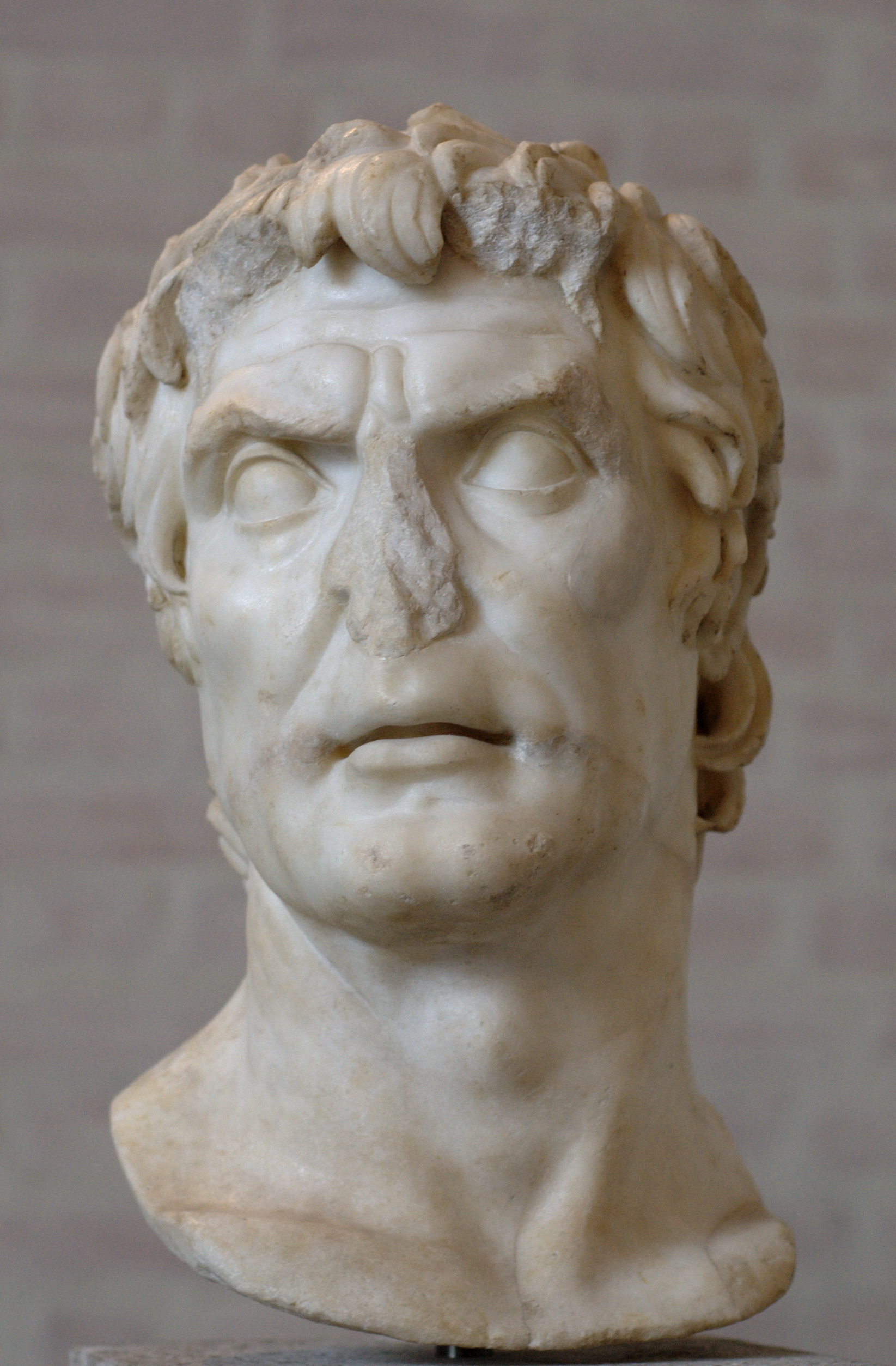
Sylla (138 av. J.-C. - 78 av. J.-C.)

Sur la scène politique romaine, Sylla acquiert un prestige considérable, par ses victoires et par son habileté dans le commandement de ses soldats. À l'inverse, la popularité de Marius diminue : originaire du Latium et certainement plus compréhensif vis-à-vis de la Confédération italique, il a plus cherché la réconciliation entre ses troupes et celles des révoltés, que l'affrontement brutal. C'est donc désormais Sylla qui est l'« homme providentiel » à Rome.
Cependant, à Rome, les émeutes se succèdent à chaque élection. Les institutions républicaines ont du mal à fonctionner normalement. Les chevaliers et la nobilitas s'affrontent pour l'exploitation des provinces.
En 88 av. J.-C., Sylla est élu consul. Il prépare une campagne militaire contre Mithridate VI, roi du Pont, quand un plébiscite lui retire son commandement au profit de Marius. Sylla marche alors sur Rome avec ses troupes, prend le pouvoir par la force et fait proscrire ses principaux adversaires. Il part ensuite faire la guerre. Marius en profite pour revenir au pouvoir par la force. Il annule toutes les mesures prises par Sylla, mais meurt assez vite. Ses partisans gardent le pouvoir et affrontent Sylla revenu victorieux d'Orient en 83 av. J.-C. Grâce à sa victoire à Sacriport, celui-ci s'ouvre les portes de Rome. Il se montre alors impitoyable : il ordonne le massacre des prisonniers, pourchasse ses opposants et fait publier dans les rues de la ville la liste de tous les proscrits.
Sylla opère ensuite des réformes politiques. Il double le nombre de sénateurs en y ajoutant 300 chevaliers. Il ouvre le Sénat aux anciens questeurs. Il interdit aux consuls d'avoir des armées en Italie, au sud du Rubicon. Il impose que les provinces soient administrées par des proconsuls ou des propréteurs, c’est-à-dire des anciens consuls et des anciens préteurs. Il réorganise la justice en publiant les lois cornéliennes qui précisent les délits et les crimes. Les Romains voient en Sylla le héros providentiel doté par les dieux d'une chance quasi surnaturelle. Cependant, alors que son pouvoir semble fait pour durer, il se retire sans explication de la vie politique en 79 av. J.-C., et meurt l'année suivante.

#### Premier triumvirat et ascension de César

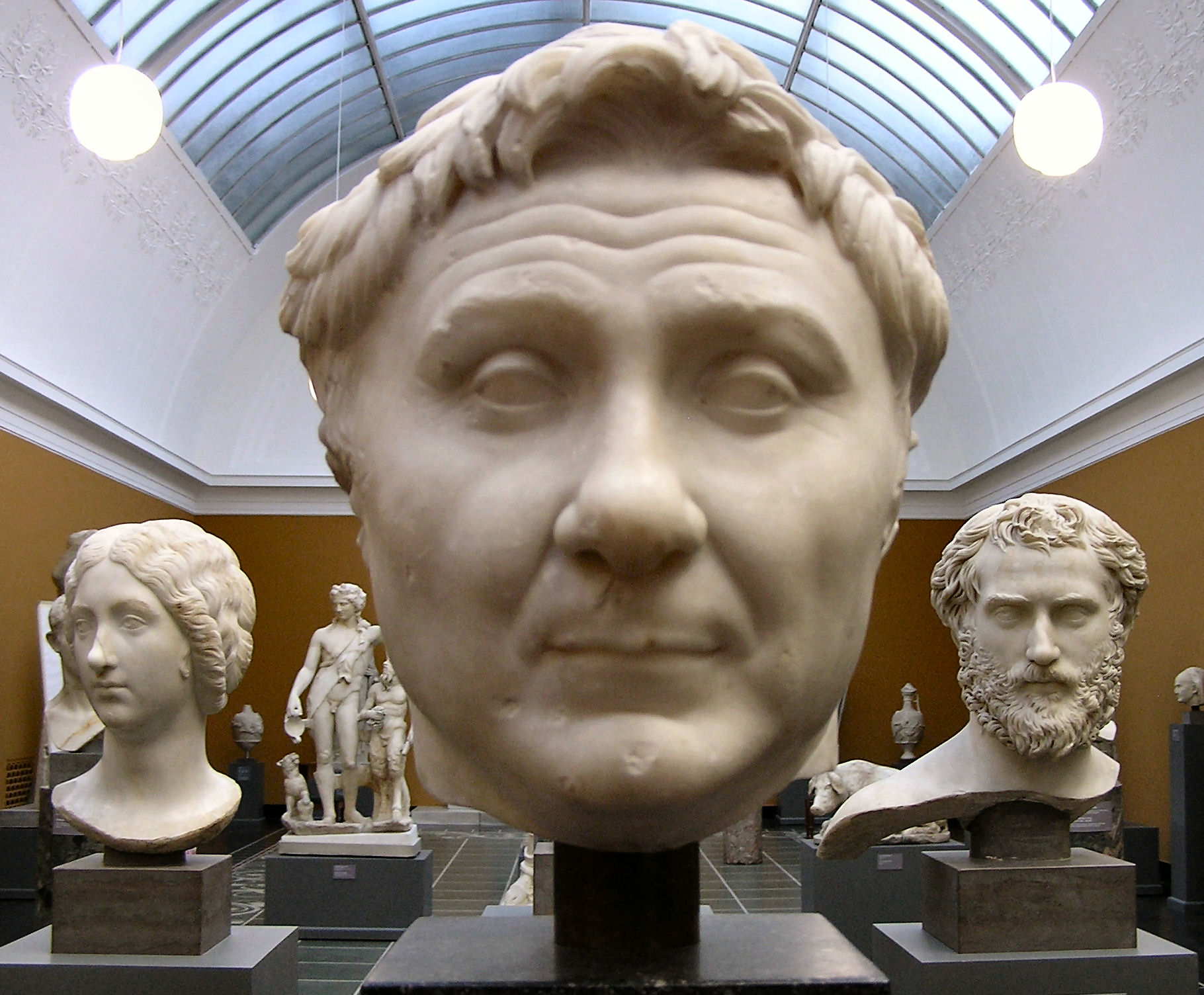
Pompée (106 av. J.-C. – 48 av. J.-C.). Tête en marbre aujourd'hui exposée à la glyptothèque Ny Carlsberg.

Rapidement, de nouvelles révoltes entrainent de nouvelles expéditions militaires, favorisant ainsi l'émergence de nouveaux généraux vainqueurs qui se disputent le pouvoir.
En 77 av. J.-C., en Hispanie, un ancien partisan de Marius, Sertorius, organise un gouvernement indépendant. À partir de 73 av. J.-C., Rome doit faire face à une révolte d'esclaves dirigée par le gladiateur thrace Spartacus. Des armées consulaires sont écrasées plusieurs fois par les rebelles. Mithridate VI reprend la guerre contre Rome. Enfin, les pirates gênent les relations commerciales entre les provinces et la capitale.
Pour faire face à toutes ces difficultés, le Sénat nomme Pompée à la tête d'une armée qui bat Sertorius. Pendant ce temps, Crassus réussit à mettre fin à la révolte de Spartacus, en bloquant les esclaves rebelles sur la presqu'île de Rhegium. Ces derniers sont durement châtiés : ils sont crucifiés le long de la voie Appienne reliant Rome à Capoue. Forts de leurs succès, Pompée et Crassus briguent le consulat, qu'ils obtiennent conjointement en 70 av. J.-C. Muni des pleins pouvoirs, Pompée réduit le nombre de pirates et rétablit la sécurité de la navigation en Méditerranée. Il part ensuite en Orient lutter contre Mithridate VI. Il y multiplie les victoires jusqu’à la mort de ce dernier. Puis, il fait la conquête du Proche-Orient en 64 et 63 av. J.-C. Rome est alors secouée par la conjuration de Catilina, dénoncée, combattue et condamnée par Cicéron : c'est le moment où Pompée rentre à Rome, tout auréolé de gloire et pourvu d'un riche butin. Il s'allie à Crassus et à Jules César, alors en pleine ascension politique. Les trois hommes se partagent le pouvoir et forment le premier triumvirat.

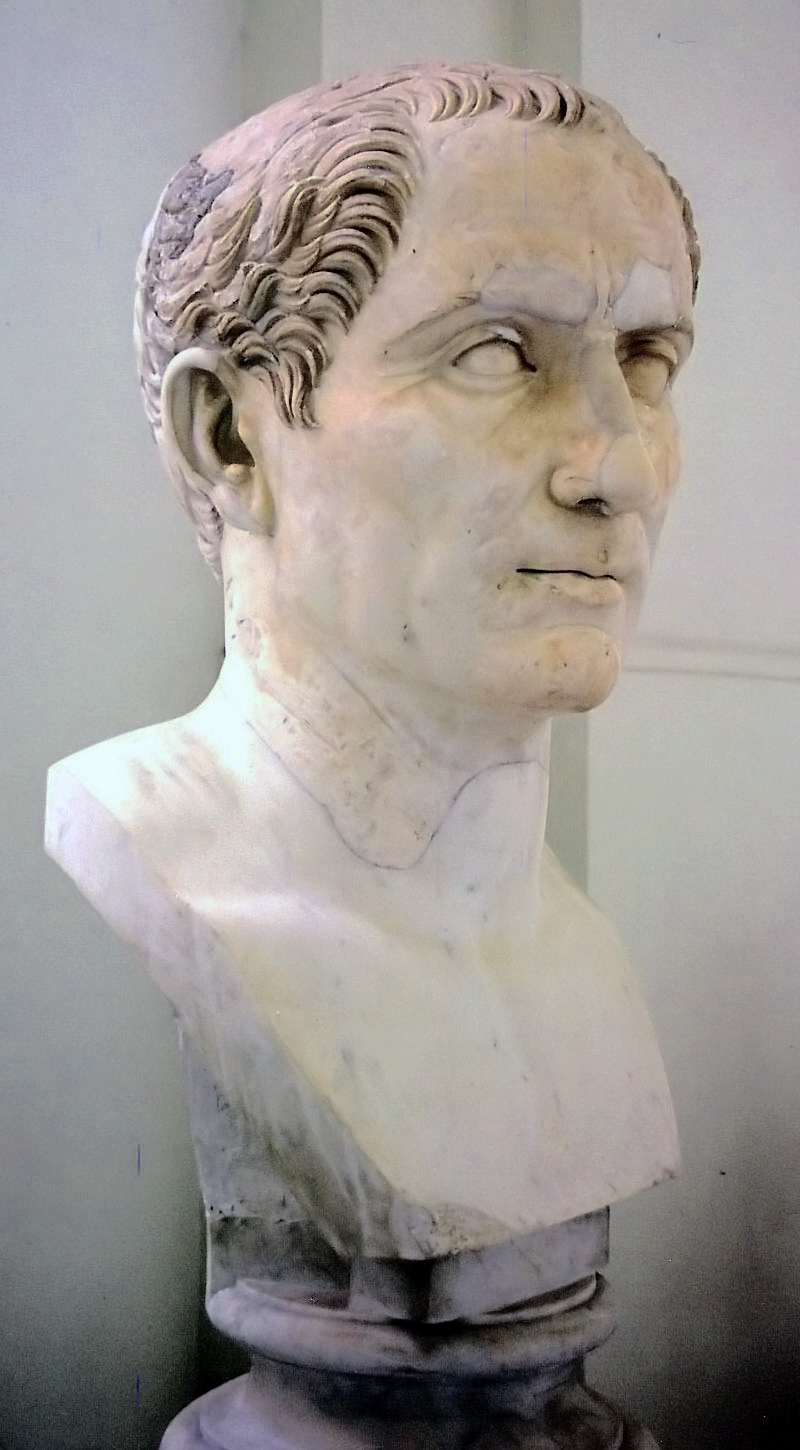
César (vers 100 av. J.-C. – 44 av. J.-C.).

Lorsqu'en 59 av. J.-C., Jules César obtient le consulat, il est prévu que Pompée et Crassus lui succèdent comme consuls en 58 av. J.-C. À la fin de sa magistrature, César est nommé gouverneur de la Gaule cisalpine, de la Gaule transalpine et de l'Illyrie. Il obtient aussi le commandement de trois légions, puis de quatre, lorsqu'il reçoit le gouvernement de la Gaule transalpine.

Carte de la guerre des Gaules.

De 58 à 51 av. J.-C., César fait la conquête de la Gaule indépendante, accumulant ainsi prestige et richesse. Après la défaite de Vercingétorix à Alésia, il pacifie la Gaule en usant tour à tour de répression et de clémence. Il octroie la citoyenneté romaine aux chefs de tribus prêts à le servir et emploie les Gaulois ralliés comme troupes auxiliaires. Il peut alors se consacrer à son ambition majeure : la conquête du pouvoir suprême. Pour cela, il sait qu'il peut compter sur la loyauté de ses légions et sur divers soutiens politiques à Rome.
Pendant ce temps, Crassus trouve la mort au cours de la bataille de Carrhes contre les Parthes, en 53 av. J.-C. Pompée profite alors de l'absence de Jules César pour se faire nommer consul unique par le Sénat en 52 av. J.-C. et mettre fin à l'incessante agitation politique qui secoue la cité. Fin 50, début 49 av. J.-C., la noblesse romaine confie à Pompée la mission de protéger l'Italie. Il dispose pour cela de légions et de l'appui du Sénat. César, qui a le soutien de la plèbe, déclenche alors une guerre civile en franchissant le Rubicon avec son armée, en 49 av. J.-C. Tandis qu'il marche sur Rome, Pompée s'enfuit. Fort de ses troupes aguerries par neuf ans de combat en Gaule, César fait la conquête de l'Italie, puis bat une armée de son adversaire en Hispanie. Il rejoint Pompée à Pharsale, au nord de la Grèce, où il le bat en 48 av. J.-C., avec deux fois moins de soldats. Pompée s'enfuit alors en Égypte, mais il est assassiné par le jeune souverain lagide, soucieux de s'attirer les bonnes grâces du nouvel homme fort de Rome. Les derniers partisans de Pompée sont battus en Afrique en 46 av. J.-C.
Seul maitre de Rome après quatre ans de guerre, César organise une monarchie qui ne dit pas son nom : il est nommé par le Sénat dictateur pour dix ans, puis dictateur à vie en 44 av. J.-C. ; il est « élu » consul tous les ans ; il est aussi censeur et porte le titre d'imperator (chef suprême des armées) ; il jouit également de l'inviolabilité tribunicienne. Il réorganise le Sénat en l'ouvrant à des familles de notables provinciaux, notamment gaulois. Il pratique une politique favorable aux pauvres : remises de dette, lots de terre attribués aux vétérans et grands travaux pour embellir Rome. Il meurt assassiné aux ides de Mars, en 44 av. J.-C., à la suite d'un complot dirigé par Brutus et Cassius.

#### Second triumvirat et prise du pouvoir par Auguste

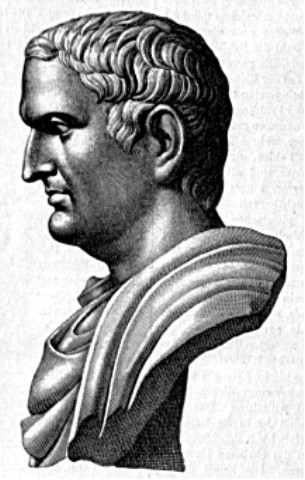
Marc Antoine (83 av. J.-C. – 30 av. J.-C.)

À la mort de Jules César, son petit-neveu et fils adoptif Octave, son lieutenant Marc Antoine et le proconsul de la Gaule transalpine Lépide s'entendent pour se partager le pouvoir et forment le second triumvirat. Leur premier objectif est de venger la mort de leur mentor. Cassius et Brutus sont tués en 42 av. J.-C., lors de la bataille de Philippes en Macédoine. Puis les trois hommes se partagent le monde romain : au pontifex maximus Lépide l'Afrique, à Octave l'Occident et à Marc Antoine l'Orient. Ce dernier se rend en Égypte où il épouse la reine Cléopâtre, ancienne maîtresse de César. Pendant ce temps à Rome, Octave s'assure de l'appui du Sénat romain.
Après la destitution de Lépide en tant que triumvir par Octave, les deux hommes se retrouvent face à face. Le conflit est inévitable. En 31 av. J.-C., Octave prend soin de faire prêter un serment de fidélité à tous les citoyens romains d'Italie, ainsi qu'aux États vassaux. Il se fait élire consul et déclare la guerre à l'Égypte de Cléopâtre. Marc Antoine, allié à Cléopâtre, est battu à Actium en 31 av. J.-C. Octave poursuit alors méthodiquement la conquête de l'Orient, jusqu'en août 30 av. J.-C., lorsque Marc Antoine et Cléopâtre se suicident. Octave reste désormais le seul maître de Rome où l'opinion publique, lasse des désordres et des guerres civiles, réclame un régime stable, fût-il autoritaire. De retour dans la cité, Octave inaugure une ère nouvelle qui ne se termine qu'avec la chute de Rome au Ve siècle.

### Fin de la République

#### Économie et société

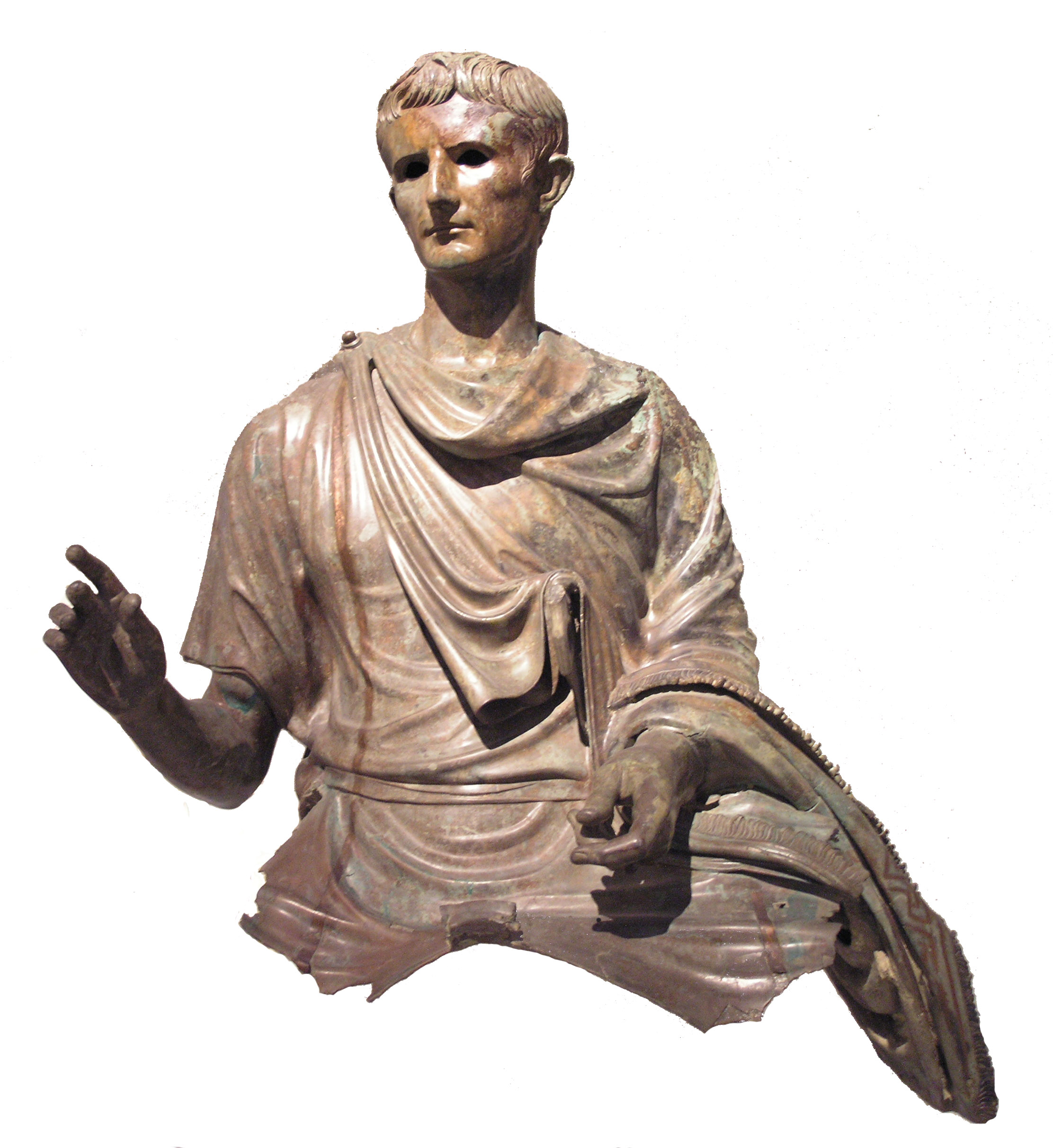
Octave, futur Auguste, (63 av. J.-C. – 14)

La fin de la République est marquée par les nombreuses guerres civiles et extérieures qui ont des incidences considérables sur l'économie et la société romaine. Les institutions politiques républicaines sont petit à petit vidées de leur contenu au profit des généraux à la tête d'armées de vétérans qui leur sont dévouées.
L'exploitation de la terre reste primordiale, et c'est le triomphe des latifundia, composés d'un nombre incalculable d'esclaves, dont le nombre augmente énormément à la suite des guerres, notamment après la guerre des Gaules, où Jules César a réduit au plus 1 000 000 de personnes en esclavage.
Le commerce prend réellement de l'ampleur au Ier siècle av. J.-C., alors que Rome domine quasiment tout le bassin méditerranéen et après que Pompée a terminé sa grande campagne contre les pirates, qu'il éradique. De l'Hispanie à la Syrie, les navires sont romains et peuvent naviguer en toute tranquillité : le commerce s'accroît rapidement.
La vie dans la République romaine tourne essentiellement autour de la ville de Rome et de ses sept collines, déjà célèbres à l'époque. Partout sur le territoire romain, l'architecture résidentielle présente un grande variété de formes, depuis les maisons très modestes jusqu'aux villas de campagne et, dans la capitale, depuis les résidences somptueuses du mont Palatin jusqu'aux insulae des quartiers pauvres, dans lesquels vit la majorité de la population. Sur le modèle de la ville de Rome elle-même, la plupart des villes romaines ont un forum et des temples ; des aqueducs sont construits pour apporter l'eau aux centres urbains ; le vin et l'huile sont importés. Les propriétaires résident généralement dans les villes et leurs domaines fermiers sont laissés au soin d'intendants. Pour stimuler une plus haute productivité de la main-d'œuvre, beaucoup de propriétaires libèrent un grand nombre d'esclaves.
Rome aussi se retrouve transformée. Sylla fait restaurer les principaux temples de la ville et ordonne la reconstruction du temple de Jupiter Capitolin, ainsi que l'édification du Tabularium. Pompée fait construire au Champ de Mars un complexe gigantesque, le complexe pompéien, inauguré en 55 av. J.-C. Celui-ci comprend le célèbre théâtre de Pompée, dominé par le temple de Vénus Victrix, et la Curie. De son côté, Jules César n'est pas en reste : il fait restaurer la basilique Aemilia et encadre le Forum Romanum d'une deuxième basilique, la basilique Julia. Puis, il projette la construction du premier des forums dits « impériaux », remplaçant le vieux Forum Romanum, et fait reconstruire la Curie, qui prend son nom : la Curie Julia. Par ailleurs, la population de la cité explose, avec au moins 700 000 à 1 000 000 d'habitants au milieu du Ier siècle av. J.-C. : cette brutale augmentation rend les quartiers populaires insalubres, et la ville, désordonnée et malsaine — ce qui entraîne quelques mesures, comme une loi de César interdisant la circulation des véhicules de jour.
Vers le milieu du IIe siècle av. J.-C., la culture grecque est de plus en plus dominante. À la fin de la République, nombre d'enseignants des jeunes aristocrates romains sont des esclaves grecs. Les sculptures grecques ornent les jardins du Palatin ou des maisons de campagne et la cuisine romaine est essentiellement inspirée de la cuisine grecque. Les auteurs romains dédaignent le latin pour un style grec cultivé.

#### Littérature romaine
La classe dirigeante romaine est de plus en plus imprégnée par l'hellénisme, tout aristocrate ayant parfait ses études en Grèce, auprès des philosophes et des artistes.
Le dernier siècle de la République voit la production littéraire exploser, avec de nombreuses œuvres, souvent de la part de personnalités impliquées dans la vie politique. On peut parler du grand écrivain et philosophe latin Cicéron, ou encore de Jules César, les deux plus grands auteurs de leur siècle. On note aussi des auteurs comme Varron, Lucrèce, Salluste, Cornélius Népos, Catulle, Atticus, Virgile, Horace et bien d'autres, qui font que tous les genres littéraires sont représentés en ce dernier siècle de la République.

#### Institutions politiques vacillantes

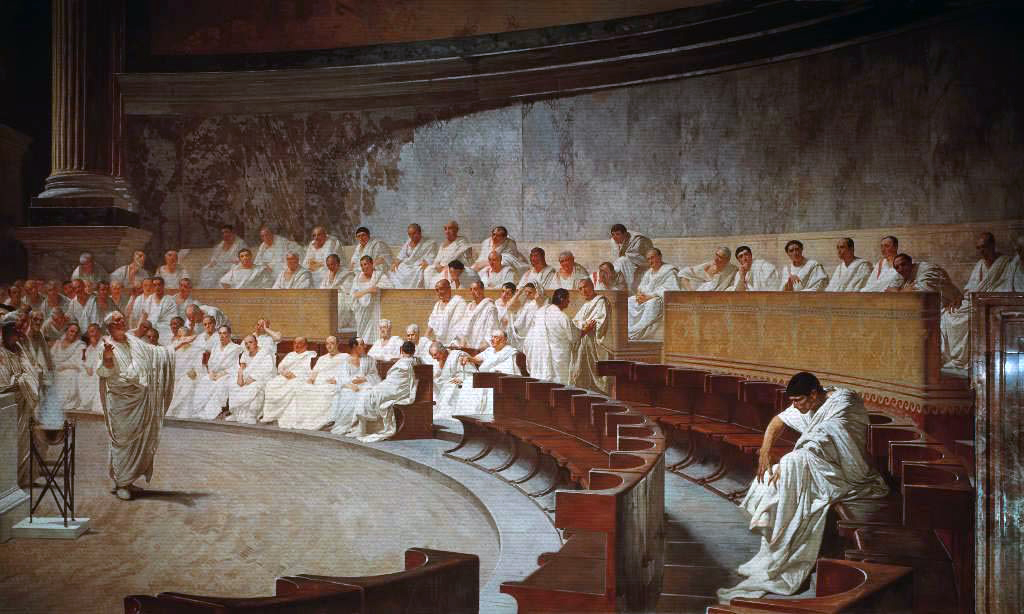
Cesare Maccari, Cicéron dénonce Catilina (61 av. J.-C.), XIXe siècle, Villa Madama, Rome

Les IIIe et IIe siècles av. J.-C. ont connu d’importants succès militaires, de grandes crises économiques tandis que dans un grand élan de patriotisme, les plébéiens ne réclament plus de nouvelles réformes. La situation militaire étant désormais stabilisée, de moins en moins de soldats sont requis. Ceci, en conjonction avec l’arrivée de nouveaux esclaves importés des nouvelles provinces, augmente encore le chômage. L’afflux de citoyens sans emploi à Rome grossit encore les rangs des assemblées, rendant l’élément démocratique constamment plus agressif.
Les tribunats des Gracques constituent les premiers coups donnés aux institutions romaines, brisant l'équilibre politique qui existe depuis des décennies. Chaque année, le Sénat achète des tribuns pour contrôler leur collège : c'est ainsi qu'en 133 av. J.-C., Octavius, le tribun à la solde du Sénat, met son veto aux réformes de Tiberius. Ce dernier utilise alors le concile plébéien pour mettre Octavius en accusation et le destituer. Or le fait qu’un représentant du peuple puisse être renvoyé de ses fonctions quand il agit à l’encontre de la volonté du peuple est en contradiction avec l’esprit des institutions romaines. En effet, en continuant d'appliquer cette logique, les hommes au pouvoir pourraient supprimer toutes les contraintes institutionnelles qui limitent la volonté du peuple, et se retrouver alors avec un État dirigé temporairement par une majorité populaire détenant le pouvoir absolu. Une fois Tiberius éliminé, le Sénat est aux prises avec son frère, Caius, qui souhaite affaiblir la haute assemblée et renforcer la démocratie. Caius propose aussi une loi qui donnerait aux cités italiennes alliées les mêmes droits que les citoyens romains, mais il n'est pas soutenu — les citoyens romains préférant conserver leurs droits — et est assassiné à son tour. Malgré l'élimination des Gracques, la réaction violente du Sénat face au « danger démocratique » a contribué à son propre affaiblissement et à la rupture de l’équilibre institutionnel (entre le peuple et le pouvoir) qui a assuré la stabilité du système pendant quatre siècles.
Lors du conflit entre Sylla et Marius, les populares font souvent des entorses à la loi en transgressant les principes de la démocratie, présentant des individus inéligibles à diverses magistratures et substituant des édits des magistrats à la législation. Sylla reprend la ville par la violence et fait massacrer les derniers soutiens politiques de Marius. En 82 av. J.-C., Sylla se nomme lui-même dictateur et utilise son nouveau statut pour passer toute une série de réformes constitutionnelles. Pour réduire la menace que représente la démocratie pour la stabilité constitutionnelle, Sylla cherche à renforcer l’aristocratie et donc le Sénat. Ces réformes ont pour conséquences d’affaiblir la démocratie et retirent aux tribuns le pouvoir de légiférer. Il affaiblit aussi les magistratures en augmentant le nombre de magistrats élus pour une année donnée. Par la suite, Sylla augmente le pouvoir des sénateurs en transférant le contrôle des tribunaux des chevaliers (qui détiennent ce contrôle depuis les réformes des Gracques) vers les sénateurs. En 80 av. J.-C., Sylla abdique de la dictature et se retire, avant de mourir en 78 av. J.-C. Bien qu’il pensait avoir fermement établi la domination de l’aristocratie, sa carrière illustre un point faible primordial dans le gouvernement de Rome : c’est l’armée, et non le Sénat, qui dicte son destin à l'État,.
Peu de temps après, les populares s'attaquent aux réformes constitutionnelles de Sylla. Pompée et Crassus démantèlent les parties les plus polémiques de ces réformes. En 62 av. J.-C., Pompée revient victorieux d’Asie, mais se heurte au Sénat qui refuse de ratifier les changements effectués aux réformes de Sylla. César et Pompée, accompagnés de Crassus, forment une alliance connue comme le premier triumvirat. À la suite de cette alliance, les changements de Pompée sont appliqués, Crassus est promis à un futur consulat et César brigue le consulat de 59 av. J.-C. avec le poste de gouverneur des Gaules immédiatement après. César devient consul en 59 av. J.-C. avec Calpurnius Bibulus comme collègue. Il soumet la loi agraire que Pompée avait promise aux assemblées, mais son collègue Bibulus, un aristocrate conservateur, tente d’empêcher la procédure. Pour assurer la ratification de la loi, au moment du vote, César fait jeter Bibulus à bas de la tribune lorsqu'il tente de prendre la parole. Bibulus passe le reste de l’année enfermé dans sa maison, arguant de son droit à consulter les auspices pour rendre toute procédure invalide. César, qui n'en tient pas compte, ne se heurte plus à aucune opposition et domine l'État jusqu’à la fin de son consulat.

#### Transition de la République à l'Empire

À l'aube de la mort de Jules César

La période qui commence avec Jules César franchissant le Rubicon en 49 av. J.-C., et qui se termine quand Octavien revient à Rome après la bataille d'Actium en 29 av. J.-C., voit l’évolution constitutionnelle accélérer et atteindre son apogée.
Amorcée durant l’été de 54 av. J.-C., une vague de corruption politique et de violence balaie Rome. Le 1er janvier de 49 av. J.-C., le Sénat adopte une résolution stipulant que si César ne rend pas les armes avant juillet de cette même année, il sera considéré comme un ennemi de la République. Le 7 janvier, le Sénat use du senatus consultum ultimum et investit Pompée des pouvoirs dictatoriaux. En guise de réponse, César franchit le Rubicon avec son armée de vétérans et marche sur Rome. Son avance rapide force Pompée, les consuls et le Sénat à abandonner Rome pour la Grèce, ce qui laisse la voie libre à César pour prendre possession de la ville.

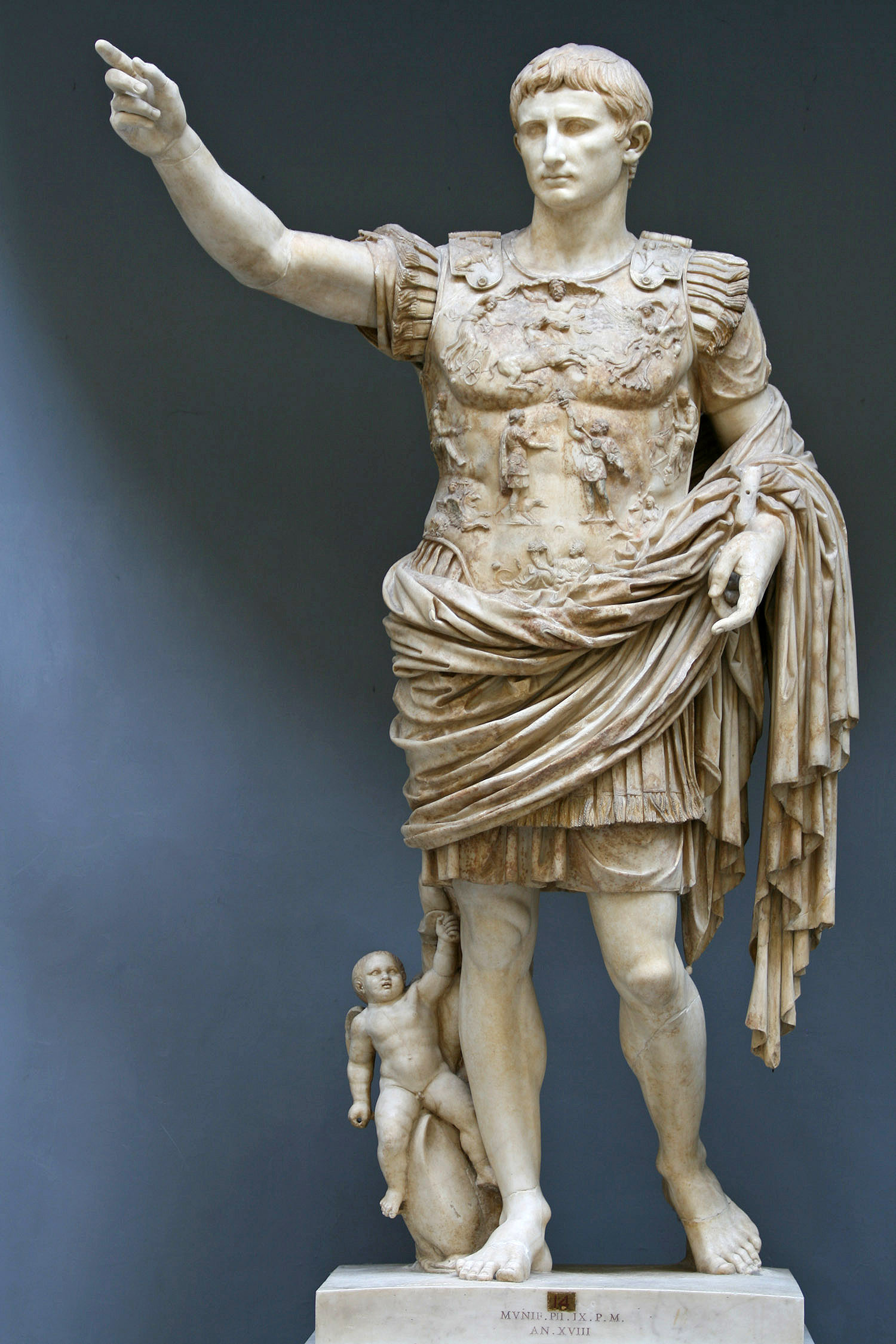
Auguste de Prima Porta, statue de l'empereur Auguste au Braccio Nuovo, Vatican, Rome.

Après avoir vaincu Pompée et ses soutiens, César veut s’assurer que son contrôle sur le gouvernement est incontesté. Les pouvoirs qu’il s’est attribués lui-même seront finalement utilisés par ses successeurs impériaux. Il assure ses pouvoirs en augmentant sa propre autorité et en abaissant celle des autres institutions politiques de Rome. César détient à la fois la dictature et le tribunat, mais alterne entre le consulat et le proconsulat. En 48 av. J.-C., il se voit attribuer les pouvoirs tribuniciens de façon permanente, ce qui rend sa personne sacrosainte, lui permet de s’opposer au Sénat par son veto et l’autorise à dominer le concile plébéien. De ce fait, il peut ratifier n’importe quelle loi, sans aucune opposition. En 46 av. J.-C., il obtient les pouvoirs censoriaux, qu’il utilise pour installer ses propres partisans au Sénat. Il porte ensuite le nombre des membres du Sénat à 900, ce qui réduit le prestige de l’aristocratie sénatoriale et assure sa soumission. Bien que les assemblées continuent de se réunir, César choisit tous les candidats aux élections et toutes les actions à appliquer. Par conséquent, les assemblées deviennent impuissantes et sont incapables de s’opposer à lui. Vers la fin de sa vie, alors qu'il prépare une guerre contre les Parthes et que son absence lui rendra la tâche plus difficile pour installer ses propres consuls, César promulgue une loi l’autorisant à nommer tous les magistrats en 43 av. J.-C., ainsi que tous les consuls et tribuns en 42 av. J.-C. C'est ainsi que les magistrats, qui jusque-là étaient des représentants du peuple, deviennent des représentants du dictateur.
Une fois Jules César assassiné, en 44 av. J.-C., Marc Antoine forme une alliance avec le fils adoptif et petit-neveu de César, Octavien, ainsi qu'avec Lépide, alliance connue sous le nom de Second triumvirat. Les trois hommes détiennent des pouvoirs à peu près identiques à ceux de César, de sorte que le Sénat et les assemblées restent impuissants, même après la mort de César. En effet, il n’existe aucune différence constitutionnelle entre un individu détenant le titre de dictateur et celui de triumvir. Bien que les conspirateurs ayant assassiné César aient été défaits à la bataille de Philippes en 42 av. J.-C., la paix qui en résulte est seulement temporaire. Marc Antoine et Octavien se livrent une dernière bataille. Marc Antoine est défait lors de la bataille navale d'Actium en 31 av. J.-C., et se suicide en 30 av. J.-C..
En 29 av. J.-C., Rome a fini sa transformation de cité-État avec son réseau de dépendances en une capitale d’un empire mondial (pour l'époque). Octavien arrive à Rome comme maître incontesté de l’État, où il fait vraisemblablement passer une série de réformes constitutionnelles mettant fin à l’ancienne République. Le règne d’Octavien, connu sous le nom d’Auguste, le premier empereur romain, marque la rupture définitive entre la République romaine et l’Empire romain.

#### Sources antiques
Un nombre assez important de textes historiques de l'Antiquité, rédigés en latin ou en grec, nous sont parvenus par l'intermédiaire de copies. Bien que leur contenu soit souvent sujet à caution, ils sont une source majeure d'information sur l'histoire politique de la Rome antique. On peut citer, parmi ceux dont le sujet est le plus général :
- Tite-Live (trad. Désiré Nisard), Histoire romaine, Paris, 1864 (lire en ligne).  Œuvre monumentale retraçant l'histoire de Rome depuis les commencements jusqu'à la mort de Drusus en 9 av. J.-C. Cependant, il ne reste que les premiers livres, jusqu'aux guerres samnites, puis la deuxième guerre punique jusqu'à la bataille de Pydna en 168 av. J.-C. Pour les périodes les plus anciennes, Tite-Live admet ne pouvoir distinguer entre la légende et la réalité, mais il est une source très fiable à partir du IVe siècle av. J.-C.
- Denys d'Halicarnasse (trad. Earnest Cary), Antiquités romaines, Harvard University Press, 1937 à 1950 ((en) lire en ligne).  Principale œuvre sur les débuts de la République romaine, bien plus détaillée que le récit de Tite-Live, mais à l'instar de ce dernier, la plupart de ses livres ont été perdus, et il ne reste plus que l'histoire de la fondation de Rome au milieu du Ve siècle av. J.-C. Entre tradition et réalité, ce récit est relativement fiable dans les grandes lignes.
- Cicéron (trad. Abel-François Villemain), De la République, Paris, 1864 lire en ligne.  Traité en six livres du philosophe romain traitant sur les institutions et le gouvernement de la République romaine avant la crise du Ier siècle av. J.-C.
- Polybe (trad. Fustel de Coulanges), Histoire générale, Amiens, 1858 lire en ligne.  Source précieuse sur les guerres puniques et exposé des institutions romaines.
- Dion Cassius (trad. Étienne Gros), Histoire romaine, Didot, Paris, 1864 lire en ligne. Œuvre qui retrace l'histoire de Rome des débuts jusqu'à l'an 229 apr. J.-C., mais hormis des fragments sur les débuts de la République, il ne reste que la dernière moitié, fiable, traitant des guerres civiles romaines et de l'Empire.
- Eutrope (trad. Nicolas-Auguste Dubois), Abrégé de l'Histoire Romaine, 1865 (lire en ligne). Œuvre qui embrasse la période la plus longue de l'histoire de Rome : de la fondation de la ville à 364 apr. J.-C.
- Florus (trad. Désiré Nisard), Abrégé de l'Histoire Romaine, 1840 (lire en ligne).  Œuvre qui couvre la même période que la précédente.
- D'autres textes, ceux d'Appien notamment, les Guerres civiles, de Salluste, la guerre de Jugurtha ou la conjuration de Catilina, ou encore la Guerre des Gaules de Jules César et ses autres œuvres donnent des informations précieuses sur des événements précis. En outre, la littérature latine, dont on a conservé de nombreux textes, fournit de nombreux renseignements sur la mentalité et l'histoire culturelle de Rome.

#### Ouvrages généraux
- Mireille Cébeillac-Gervasoni, « La royauté et la République », dans Mireille Cébeillac-Gervasoni, Alain Chauvot et Jean-Pierre Martin, Histoire romaine, Paris, Armand Colin, coll. « U/Histoire », 2006 (ISBN 2-200-26587-5), p. 9-187.
- Michel Christol et Daniel Nony, Des origines de Rome aux invasions barbares, éd. Hachette, Paris, 1974 (rééd. 2003)  (ISBN 2011455421).
- Jean Dautry, Georges Hacquard et Olivier Maisani, Le Guide romain antique, éd. Hachette, Paris, 1952  (ISBN 2010004884).
- Pierre Grimal, La Civilisation romaine, éd. Flammarion, Paris, 1960 (rééd. 1981)  (ISBN 2080811010).
- Dominique Briquel et Giovanni Brizzi, « La marche vers le sud », dans François Hinard (dir.), Histoire romaine, t. I : Des origines à Auguste, Paris, Fayard, 2000 (ISBN 2-213-03194-0), p. 245-292
- Yann Le Bohec, Marcel Le Glay et Jean-Louis Voisin, Histoire romaine, éd. PUF, Paris, 1991  (ISBN 2130550010).
- Theodor Mommsen (trad. Charles Alfred Alexandre), Histoire de la Rome antique, Paris, 1863-1872 lire en ligne.
- Mathieu Engerbeaud, Rome devant la défaite: (753-264 avant J.-C.), Belles Lettres, 2017, 592 p. (ISBN 978-2-2514-4750-6)
- Mathieu Engerbeaud, Les premières guerres de Rome: (753-290 av. J.-C.), Belles Lettres, 2020, 495 p. (ISBN 978-2-2514-5046-9).
- Catherine Virlouvet, Joël Cornette et Stéphane Bourdin, Rome, naissance d'un empire : De Romulus à Pompée, 753-70 av. J.-C., Belin, 2021, 800 p. (ISBN 978-2-7011-6495-3).
- Jérôme France, Tribut : Une histoire fiscale de la conquête romaine, Belles Lettres, 2021, 530 p. (ISBN 978-2-2514-5178-7)

#### République romaine
- Stéphane Benoist, Une République impériale en question ?, Besançon, Presses universitaires de Franche-Comté, coll. « Dialogues d'histoire ancienne. Supplément » (no 24), 2021, 276 p. (ISBN 978-2-84867-899-3, lire en ligne )
- Robert Combès, La République à Rome (509-29 av. J.-C.), PUF, coll. « réédition numérique », 1972, 197 p. (ASIN B07MK3M72M).
- Claude Nicolet, Le métier de citoyen dans la Rome républicaine, Editions Gallimard, 1976, 544 p. (ISBN 978-2-0702-9404-6).
- Jacques Heurgon, Rome et la Méditerranée occidentale jusqu’aux guerres puniques, éd. PUF, Paris, 1969 (réed. 1993)  (ISBN 2130457010).
- Richard Adam, Institutions et citoyenneté de la Rome républicaine, Hachette supérieur, 1996, 160 p. (ISBN 978-2-0114-5140-8).
- Jean-Michel David, La République romaine de la deuxième Guerre punique à la bataille d’Actium (218-31 av. J.-C.). Crise d’une aristocratie, 2000, Paris, Seuil (coll. « Points Histoire »), 304 p.
- François Hinard, République romaine, éd. PUF, coll. « Que sais-je ? », Paris, 2000  (ISBN 2130445462).
- Michel Humm, La République romaine et son empire. 509 à 31 av. J.-C., éd. Armand Colin, coll. « U », Malakoff, 2018, 319 p.  (ISBN 978-2-200-62213-8)
- Claude Nicolet, Rome et la conquête du monde méditerranéen, 264-27 av. J.-C., éd. PUF, Paris, t. I, 2001  (ISBN 2130519644) et t. II, 1997  (ISBN 2130439136).
- Marcel Le Glay, Rome, grandeur et déclin de la République, éd. Perrin, Paris, 1990 (Rééd. 2005)  (ISBN 2262018979).
- Moses Finley, L'Invention de la politique: démocratie et politique en Grèce et dans la Rome républicaine, Flammarion, 2011, 224 p. (ISBN 978-2-0812-4959-2).
- Raydon Valery, Héritages indo-européens dans la Rome républicaine, Editions Circulaires, 2014, 124 p. (ISBN 978-2-9165-3710-8).
- Danièle Roman et Yves Roman (avec la contribution de), Rome : la république impérialiste : 264-27 av. J.-C., Ellipses, 2017, 192 p. (ISBN 978-2-3400-2177-8).

#### Société romaine
- Bernard Andreae, L’Art de l’ancienne Rome, éd.Mazenod, Paris, 1973  (ISBN 2850880043).
- Martin Breaugh, L'Expérience plébéienne. Une histoire discontinue de la liberté politique, éd.Payot & Rivages, Paris, 2007  (ISBN 978-2228902601).
- Georges Dumézil, Mythe et Épopée I. II. & III., éd.Gallimard, Paris, 1995  (ISBN 2070736563).
- Henri-Irénée Marrou, Histoire de l’éducation dans l’Antiquité, éd.Le Seuil, Paris, 1948  (ISBN 2020060159).

#### Institutions politiques
- (en) Frank Frost Abbott, A History and Description of Roman Political Institutions, Oxford, Elibron Classics, 1901.
- (en) Robert Byrd, The Senate of the Roman Republic, Lightning Source, 1995  (ISBN 0898753937).
- (en) Tom Holland, Rubicon: The Last Years of the Roman Republic, Random House, 2005  (ISBN 1400078970).
- (en) Andrew Lintott, The Constitution of the Roman Republic, Oxford University Press, 1999  (ISBN 0199261083).
- (en) Lily Ross Taylor, Roman Voting Assemblies: From the Hannibalic War to the Dictatorship of Caesar, University of Michigan Press, 1966  (ISBN 047208125X).

Article de l'Encyclopædia Britannica
- (en) « Ancient Rome », Encyclopædia Britannica, 2008.